# Liste der Baudenkmäler in Ostheim vor der Rhön
Auf dieser Seite sind die Baudenkmäler in der unterfränkischen Stadt Ostheim vor der Rhön zusammengestellt. Diese Tabelle ist eine Teilliste der Liste der Baudenkmäler in Bayern. Grundlage ist die Bayerische Denkmalliste, die auf Basis des Bayerischen Denkmalschutzgesetzes vom 1. Oktober 1973 erstmals erstellt wurde und seither durch das Bayerische Landesamt für Denkmalpflege geführt wird. Die folgenden Angaben ersetzen nicht die rechtsverbindliche Auskunft der Denkmalschutzbehörde.

## Ensembles

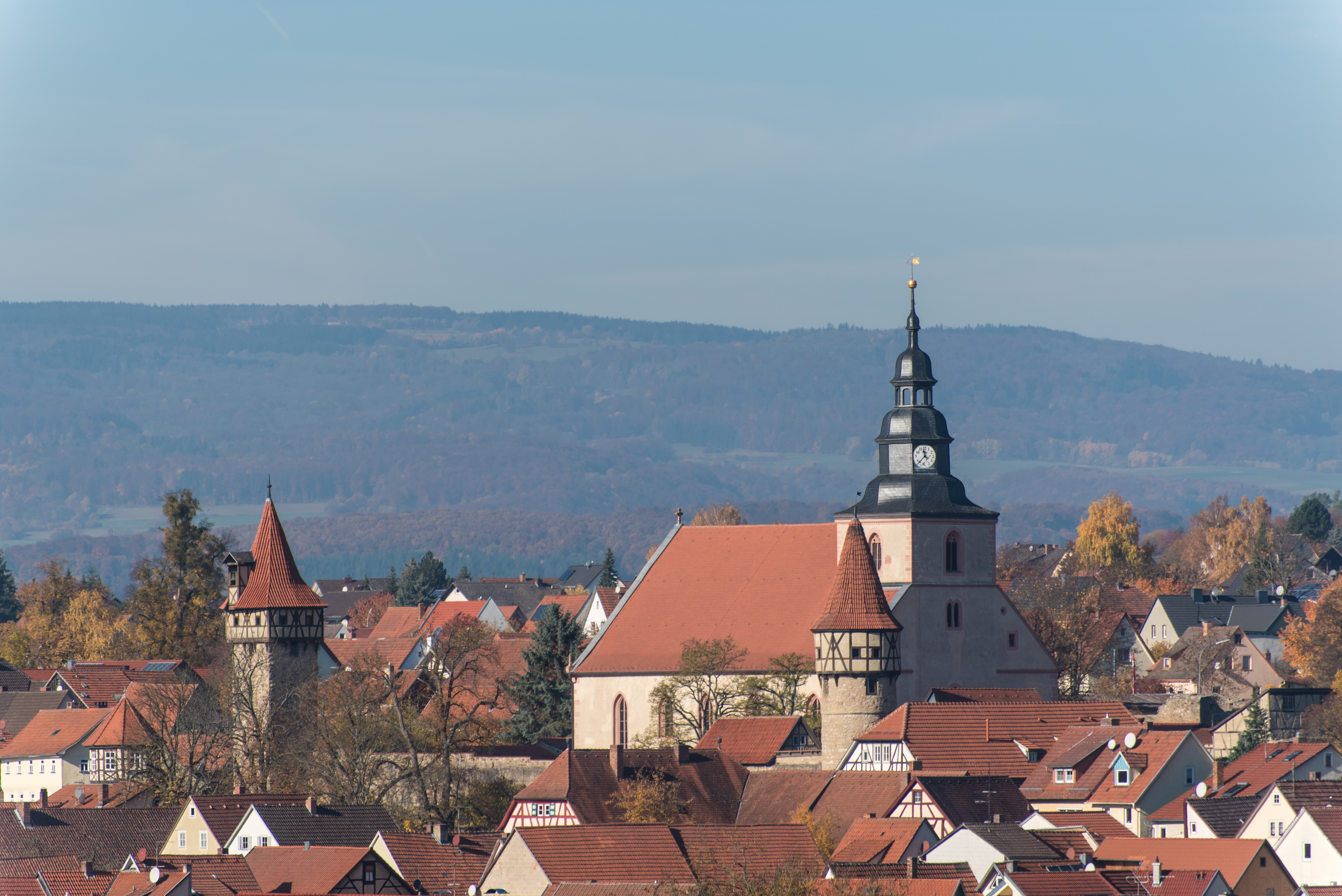
Ostheim mit der Kirchenburg von Südosten

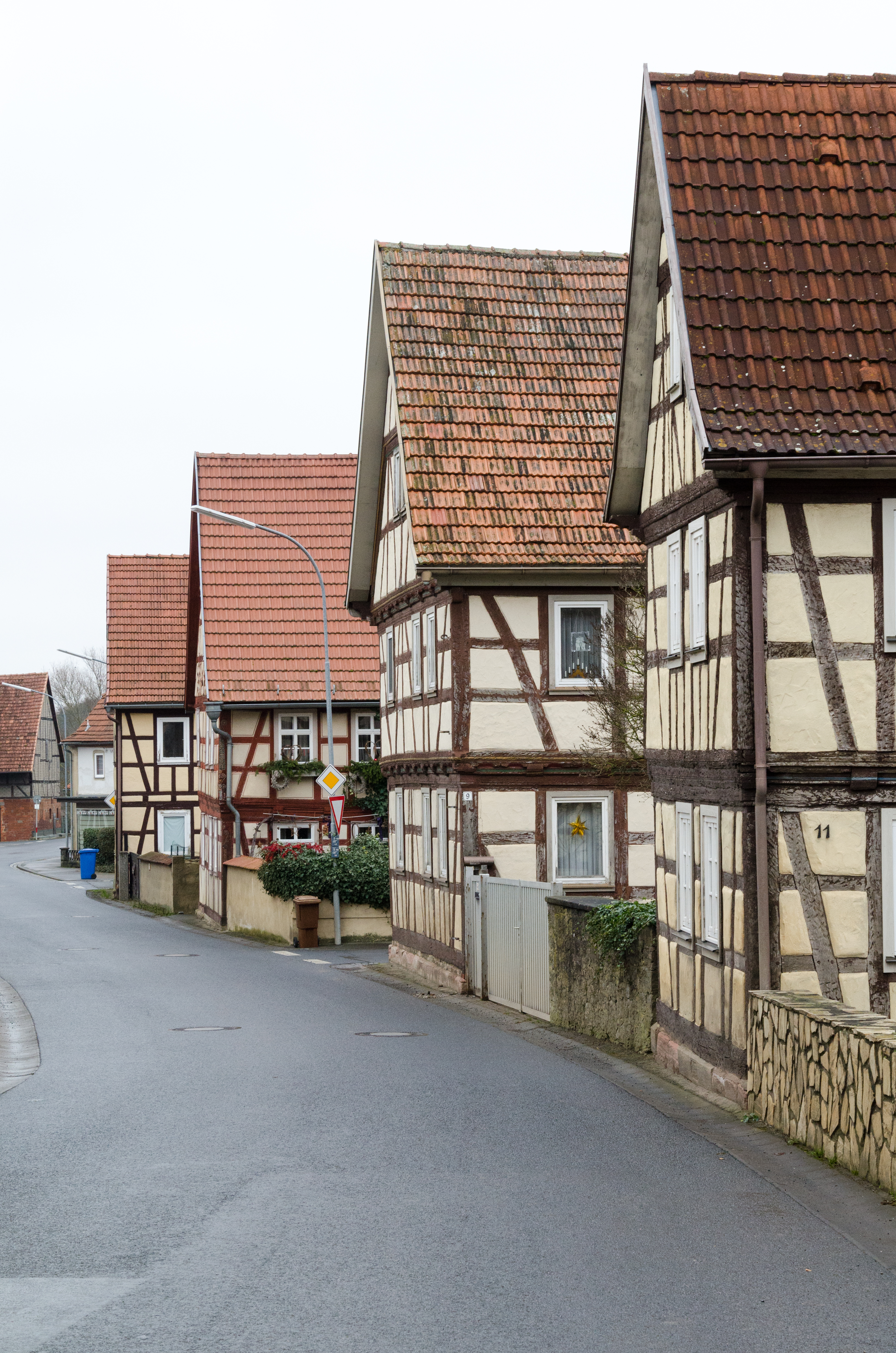
Hauptstraße in Urspringen/Rhön

### Ensemble Altstadt Ostheim vor der Rhön
Das bereits 804 erwähnte Ostheim erhielt erst 1586 Stadtrechte. Dementsprechend entbehrt der Ort städtische Merkmale, wie sie für die Stadterhebungen oder -gründungen des 13./14. Jahrhunderts typisch sind. Er erscheint als großes, durch eine Mauer zusammengefasstes Dorf, seine Bebauung ist, gemessen an städtischen Strukturen, ausgesprochen locker. Dieser grundlegende Dorfcharakter erklärt auch das Vorhandensein der beherrschenden, spätmittelalterlichen Kirchenburg, die der Dorfbevölkerung als Fliehburg dienen sollte. Zwischen dem Lauf der Streu und der Erhebung, auf der die Kirchenburg liegt, durchzieht eine breite Marktstraße den Ort von Osten nach Westen. Seitlich sind große Bauern- und Ackerbürgerhöfe gereiht, deren Wohnhäuser traufseitig zur Straße stehen. Die zwei- und dreigeschossigen Häuser sind durchweg in Fachwerkbauweise errichtet, meist allerdings verputzt. Die ältesten entstammen dem 17./18. Jahrhundert. Markante Gebäude sind das Rathaus des 16. und das Amtshaus des 18. Jahrhunderts. Von der Marktstraße zweigen einige kurze Stichgassen zum Fluss ab. Eine davon, die Torgasse, ursprünglich mit einem Tor verbunden, führt zur Streubrücke. Ein unregelmäßiges Netz von Gassen überzieht den sich nördlich erhebenden Hügel. Die Nebengassen sind meist mit kleinen Bauernhöfen bebaut, deren Fachwerkhäuser dem 18./19. Jahrhundert entstammen. Einige besitzen dichte Kleinhausreihung. Zuweilen bleibt die Bebauung auch offen, vereinzelte Häuser stehen auf hohen Sockeln. Der Wohnhausbestand ist stark mit Scheunen und Nebengebäuden durchmischt. Als monumentaler Bezirk ist die quadratische Kirchenfestung des 15. Jahrhunderts anzusprechen mit ihrem doppelten Bering, der Kirche aus der Juliuszeit und der dichten Gadenbebauung. Ihr vorgelagert ist der offene Platz des Kirchbergs mit Schule und Pfarrhaus. Von den vielen Rittersitzen, die sich ehedem im Ort befanden, besitzt das Altensteinische Schloss, ein Bau des 16. Jahrhunderts, noch den Charakter eines festen Hauses. Umgrenzung: Stadtmauer, bzw. deren ehemaliger Verlauf.
Aktennummer: E-6-73-153-1.

### Ensemble Hauptstraße Urspringen
Die Durchfahrtsstraße ist beiderseits von Bauernhöfen begleitet, deren Wohnhäuser giebelseitig gestellt sind. Es sind Satteldachbauten in Fachwerk, meist des 19. Jahrhunderts, von denen einige verputzt sind. Umgrenzung: Hauptstraße 3-9, 11, 12, 14, 16, 18, Dorfstraße 2. Aktennummer: E-6-73-153-2.

## Stadtbefestigung
Die Ostheimer Stadtbefestigung (Aktennummer: D-6-73-153-1) besteht aus einer einfachen Bruchsteinmauer, die im 16. Jahrhundert angelegt und um 1663/64 im Norden östlich und westlich der in die Befestigung integrierten Kirchenburg (siehe dort) erweitert wurde. Der Mauerring ist an den fünf ehemaligen Toren (Falltor, Neues Tor, Rockentor, Brückentor, Karl-August-Tor), an der heutigen Ortsausfahrt im Osten (Paulinenstraße) und durch eine Friedhoferweiterung nördlich der Kirchenburg unterbrochen, er verläuft über folgende Grundstücke, wobei die Mauer zum Teil die Erdgeschosswand eines Haupt- oder Nebengebäudes bildet:
Bahnhofstraße 7, 21, 25,
Bergweg 1 (Lage),
Burgstraße 3, 5, 8, 10, 12, 14 (Lage),
Friedenstraße 1, 3 (Lage), 5, 5 a (Lage), 7 a, 7 b, 11,
Gollertshof 5–8,
Krankenhausgasse 14, 16, 22,
Marktstraße 1, 3 a, 5, 7, 9, 13, 15, 17, 39, 45, 47, 49, 51, 76, 78,
Manggasse 2, 4, 6, 8, 10, 12, 14,
Öptischer Hof 1–3 (Lage),
Paulinenstraße 3 (Lage), 5, 7, 8, 10 (Lage), 12 (Lage),
Scharfenberg 3–11,
Sophienstraße 17, 18, 20, 24 (Lage),
Steigerweg 1, 3, 5, 7 (Lage),
Steinig 5, 7, 9, 11,
Torgasse 9 (Lage), 16 (Lage), 18, 20,
Zimmerecke 3, 4, 6, 7,
Der Zwingerturm ist Bestandteil der Kirchhofbefestigung. Der Turm im Nordwesten ist ein Turm des ehemaligen Neutores. Der Turmrest im Nordosten ist ein Rest des abgegangenen Falltores. 

| Lage                      | Objekt                            | Beschreibung                                                                                  | Akten-Nr.     | Bild           |
| ------------------------- | --------------------------------- | --------------------------------------------------------------------------------------------- | ------------- | -------------- |
| Burgstraße 12 (Standort)  | Turm des ehemaligen Neutores      | Rundturm in Bruchstein mit Fachwerkaufsatz und achteckigem Spitzhelm, 1664                    | D-6-73-153-1  | weitere Bilder |
| Heimegasse (Standort)     | Ehemaliges Falltor                | Fragmente zweier runder Tortürme und ein Mauerstück, 16./17. Jahrhundert, Teil der Stadtmauer | D-6-73-153-6  | weitere Bilder |
| Marktstraße 78 (Standort) | Pfeiler des ehemaligen Stadttores | Mit Inschrift und Vasenaufsatz, 1825                                                          | D-6-73-153-37 | weitere Bilder |

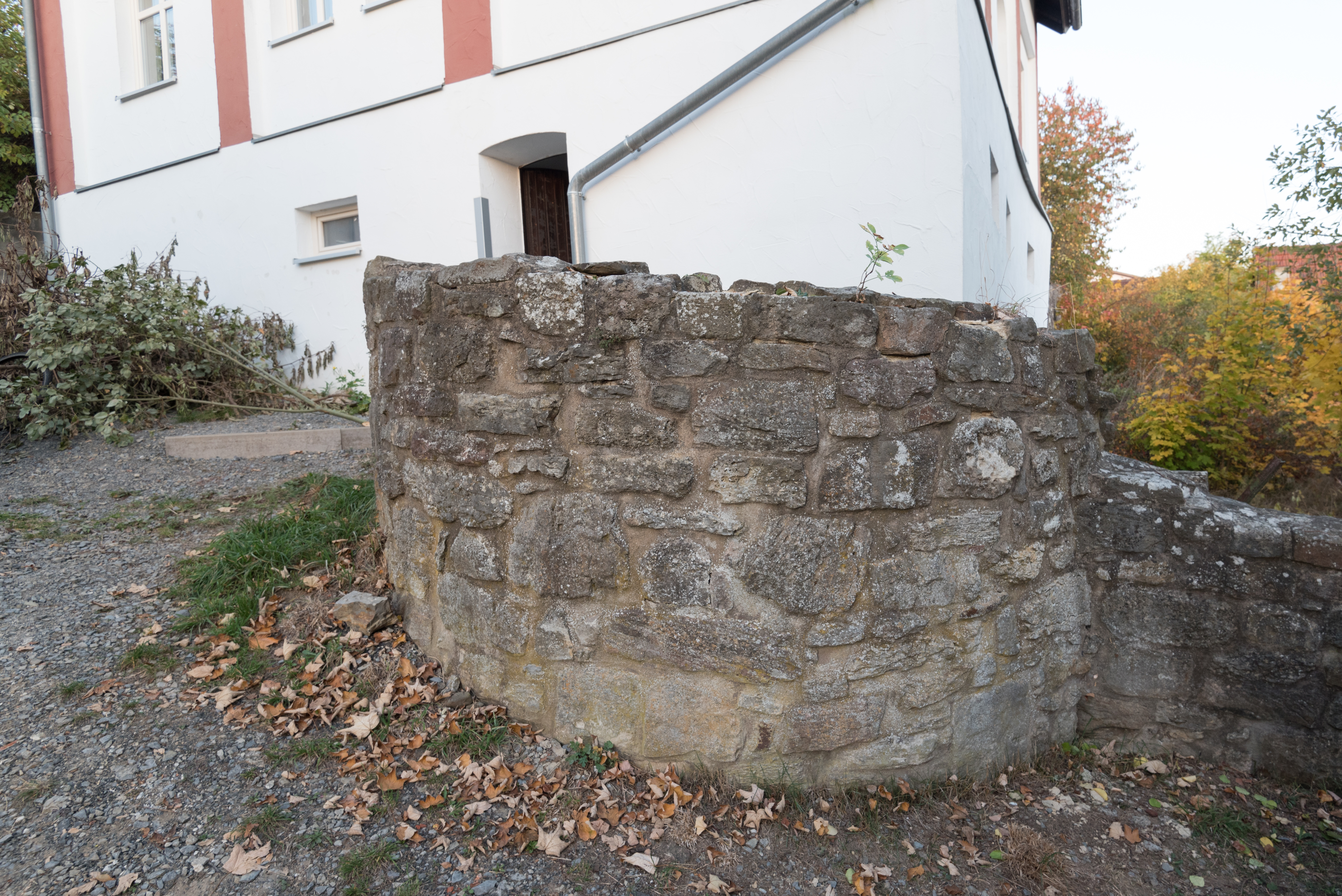
Schalenturm in der Nordwestecke bei Bergweg 1
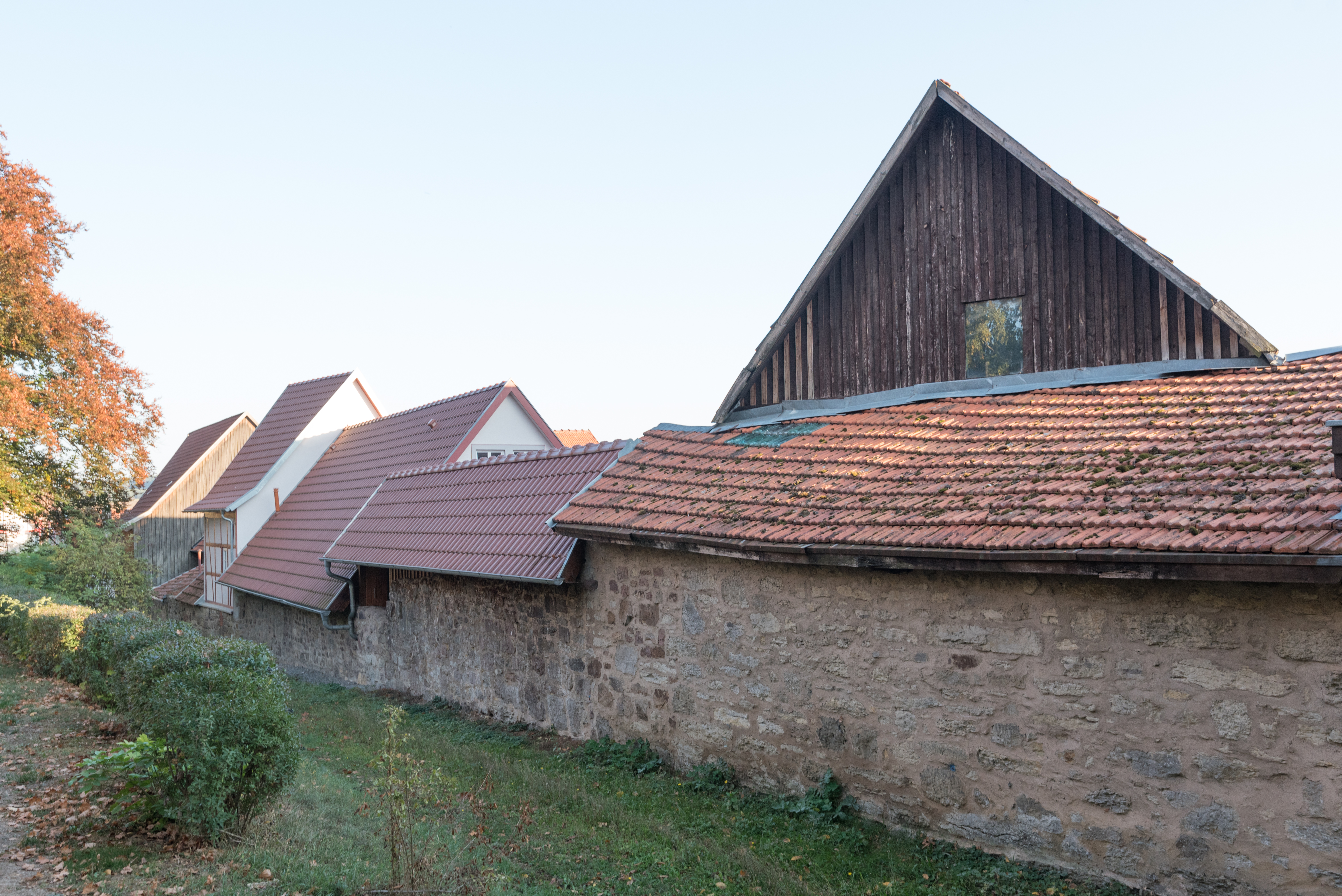
Stadtmauer an der Südseite des Friedhofs
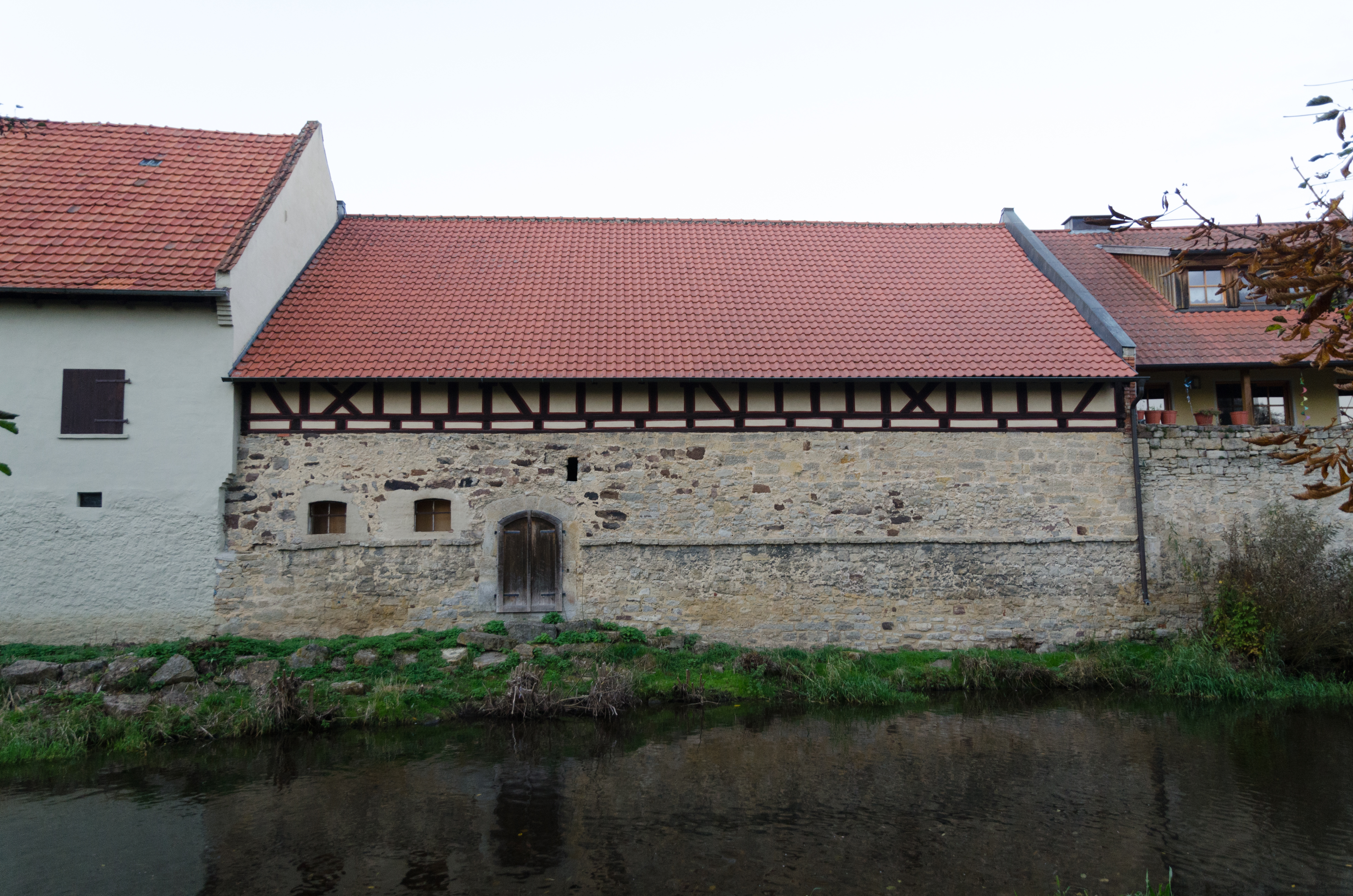
Stadtmauer an der Südseite von Marktstraße 7
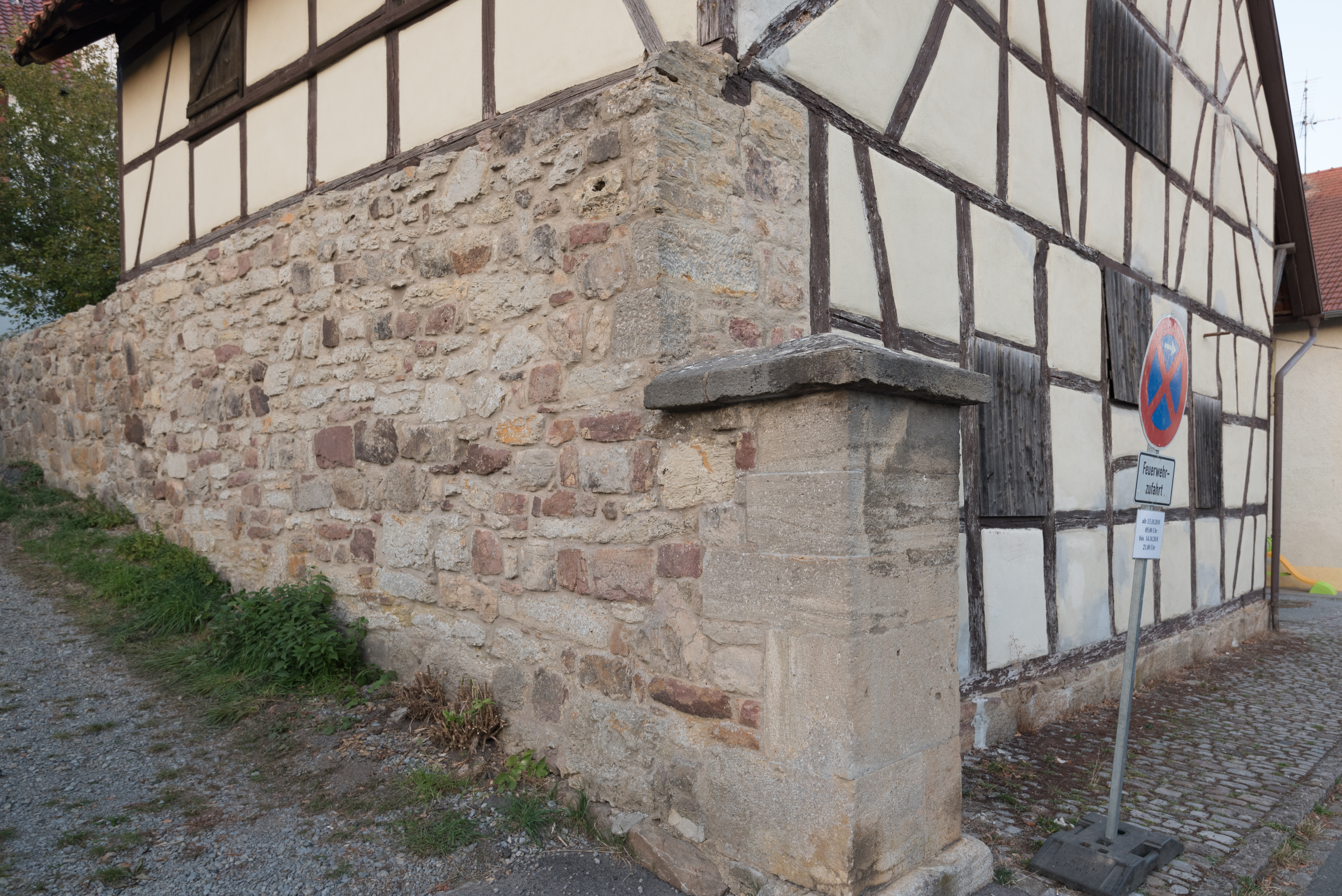
Stadtmauer nach Norden an der Sophienstraße 24

## Kirchenburg

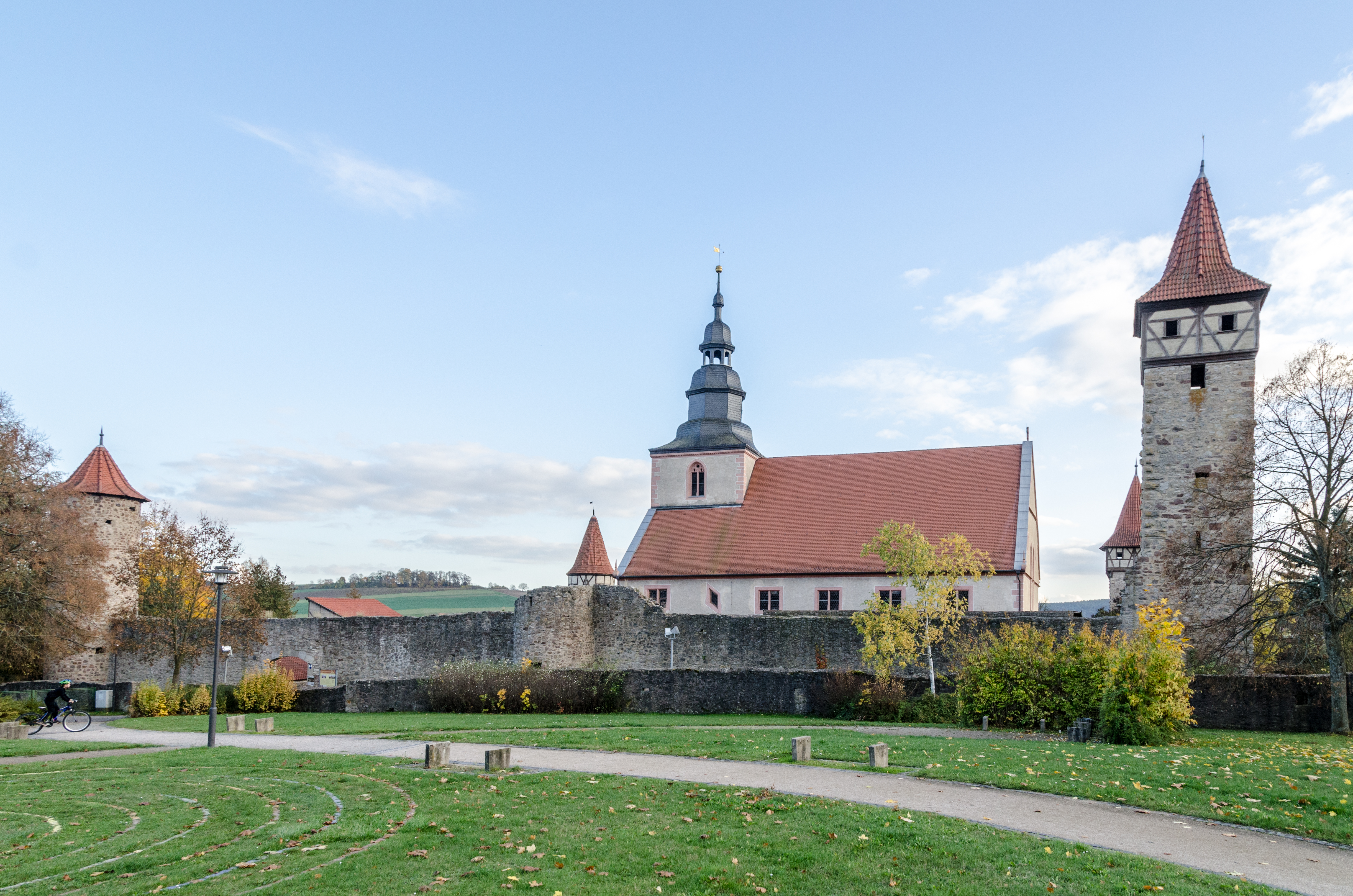
Die Kirchenburg von Norden

Die Kirchenburg Ostheim (Lage) besitzt einen doppelten, quadratisch um die Pfarrkirche geführter Bering mit Schalentürmen, 15. Jh., an den Ecken des inneren Berings im Osten zwei runde, im Westen zwei eckige Türme:
- sogenannter Schulglockenturm im Südosten (Lage)
- sogenannter Pulverturm im Nordosten (Lage)
- sogenannter achtlöchriger Turm im Nordwesten (Lage)
- sogenannter Waagglockenturm im Südwesten (Lage)
- südwestlicher Zwingerturm, 17. Jahrhundert, über älterem Schalenturm, und Torbau bez. 1622 (Lage)
- jüngerer Schalenturm an der Nordseite (Lage)
- Schalenturm an der Südseite (Lage)

Die 72 Kirchgaden stammen aus dem 16.–19. Jahrhundert (z. T. bez. 1547, 1575, 1576, 1855, 1864). Weitere Kirchengaden liegen südlich und südwestlich der Kirchenburg (siehe auch Keller von Am großen Stein 4 und Burgstraße 4)
Das „Torhaus“ im Eck über dem urspr. einzigen Kirchhoftor im Südosten besitzt schmale Fachwerkräume auf Holzständern als Verbindung zwischen ehem. Kirchhofschule (siehe Kirchstraße 16) und Schulglockenturm. Aktennummer: D-6-73-153-3.

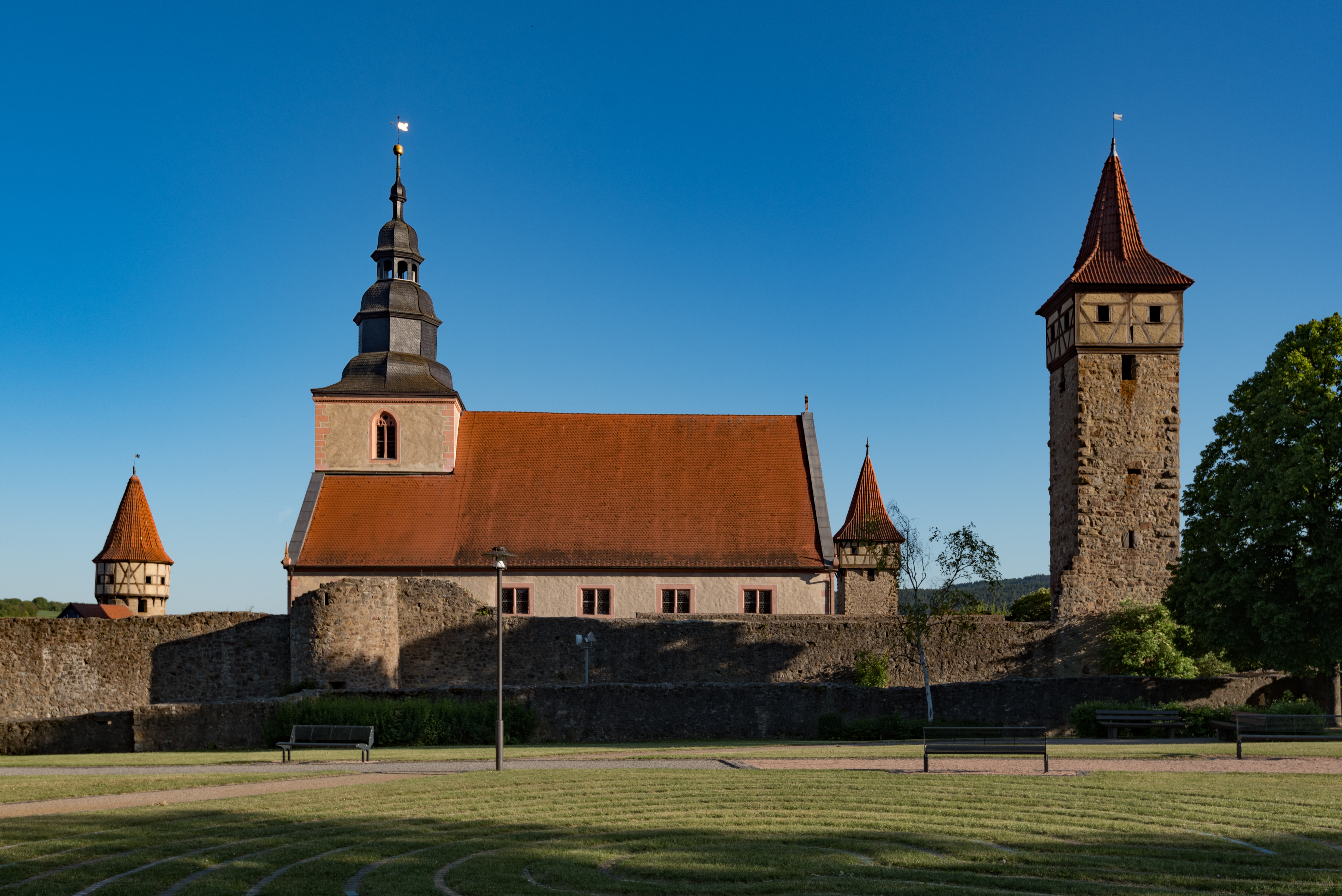
Kirchenburg von Norden
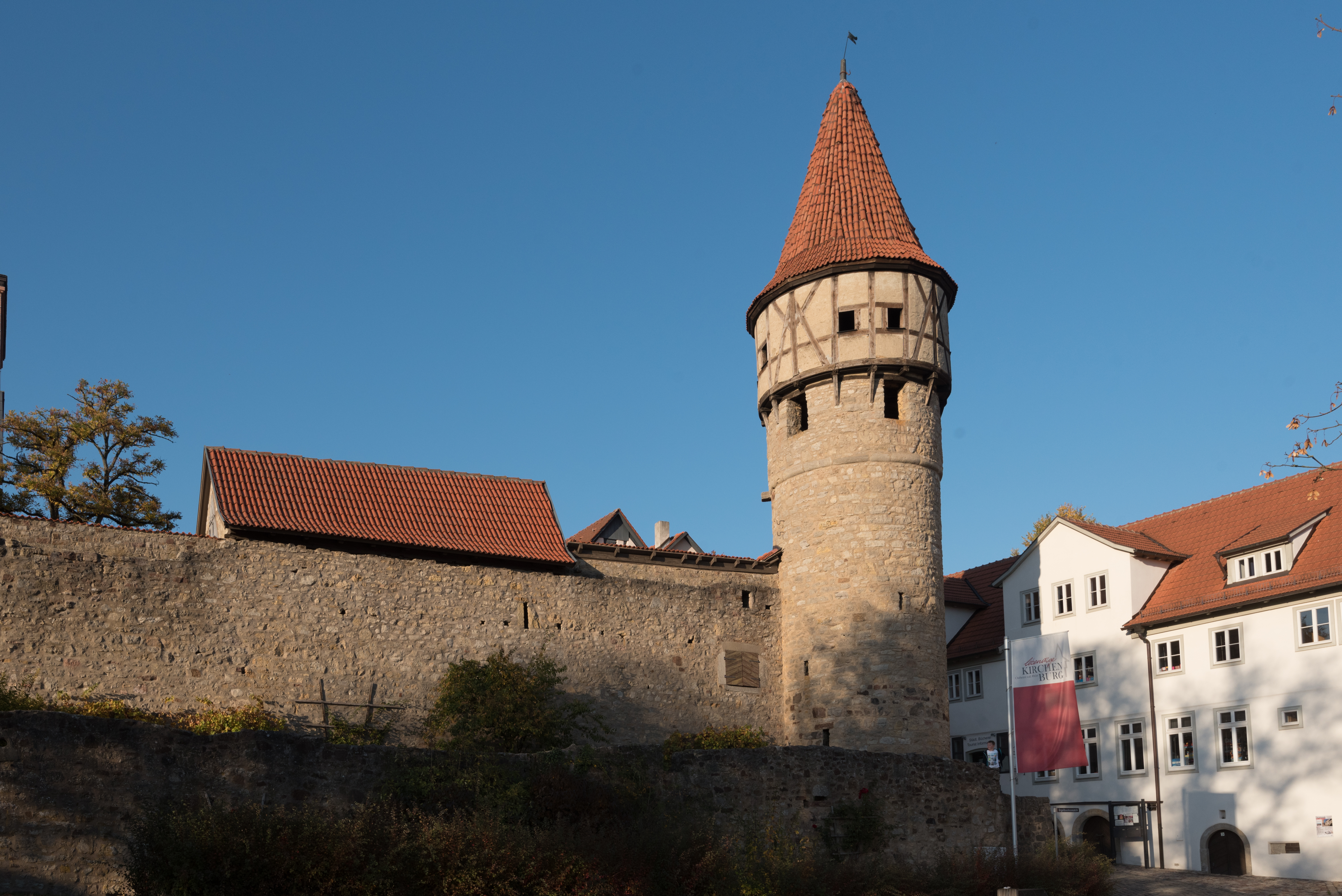
Schulglockenturm von Südwesten, 2018 weitere Bilder
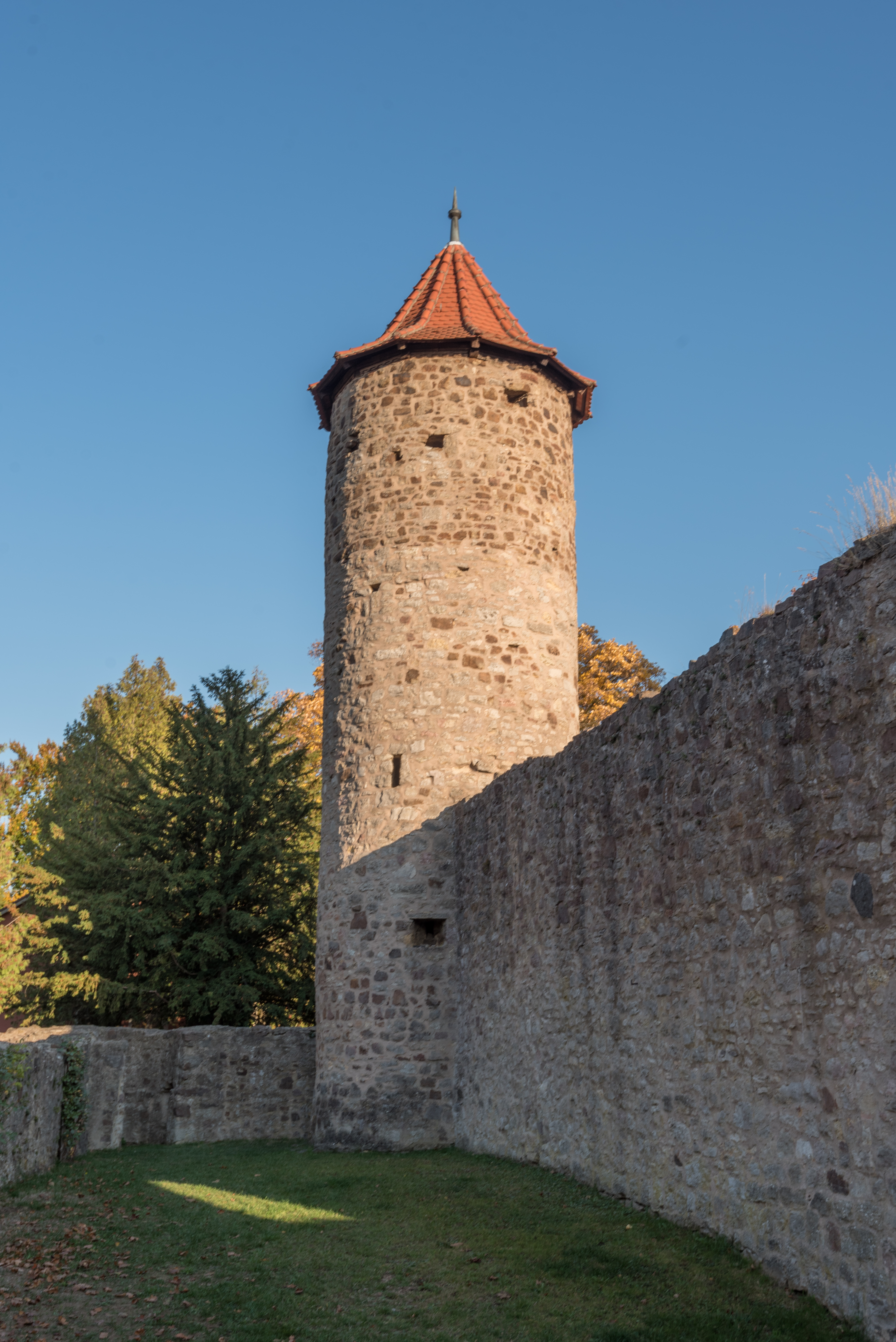
Pulverturm von Westen, 2018 weitere Bilder
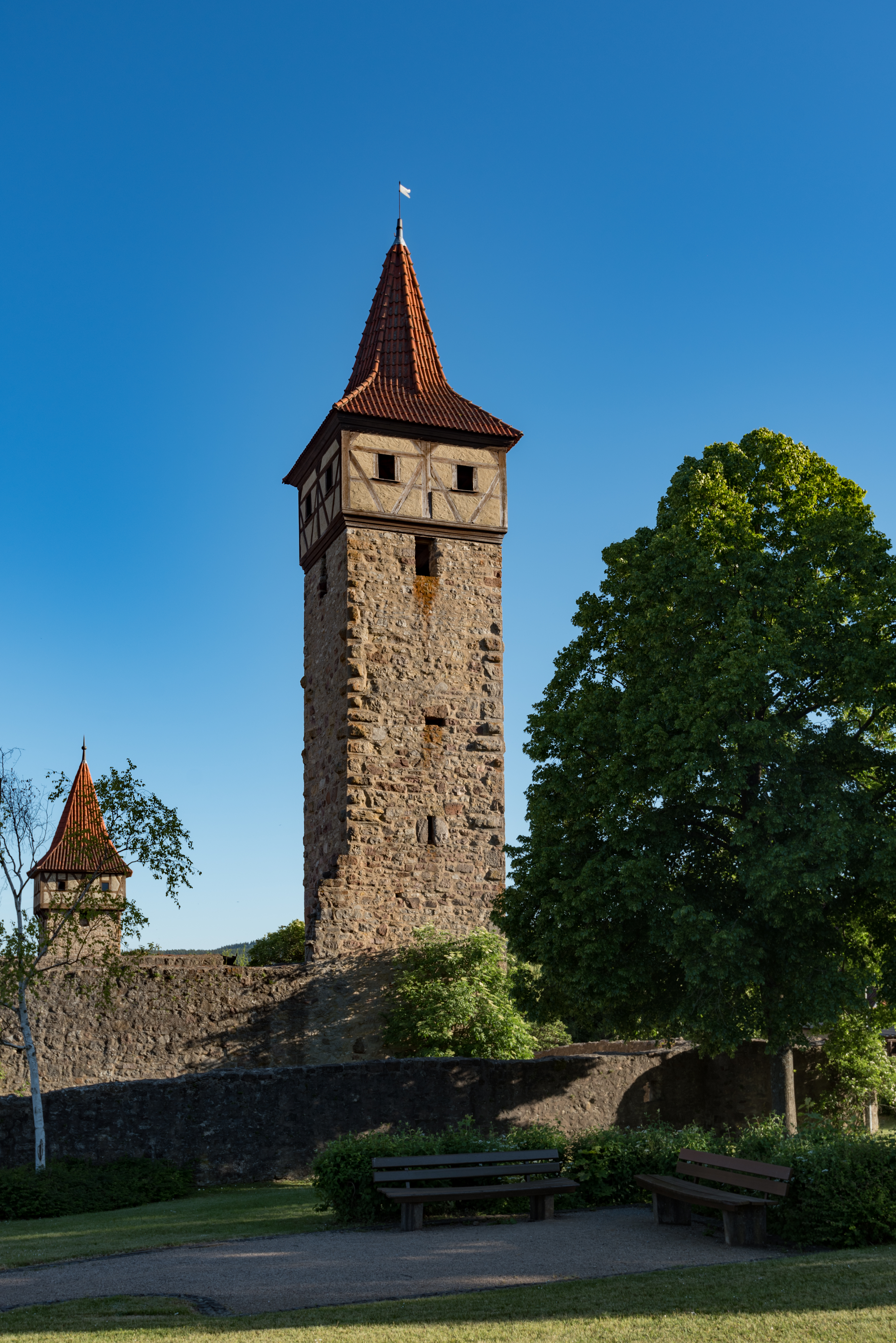
Achtlöchriger Turm von Norden, 2020 weitere Bilder
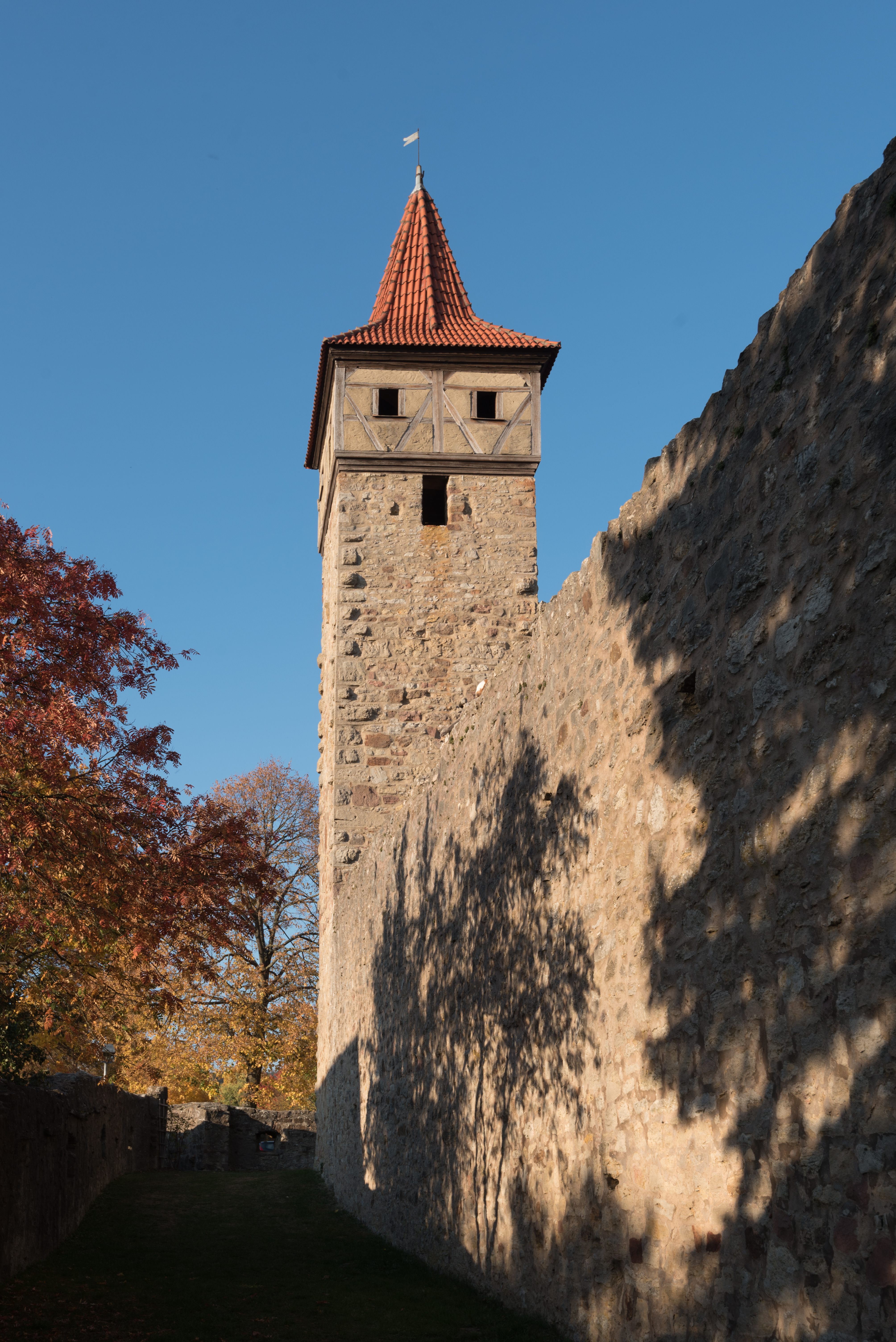
Waagglockenturm von Norden, 2018 weitere Bilder
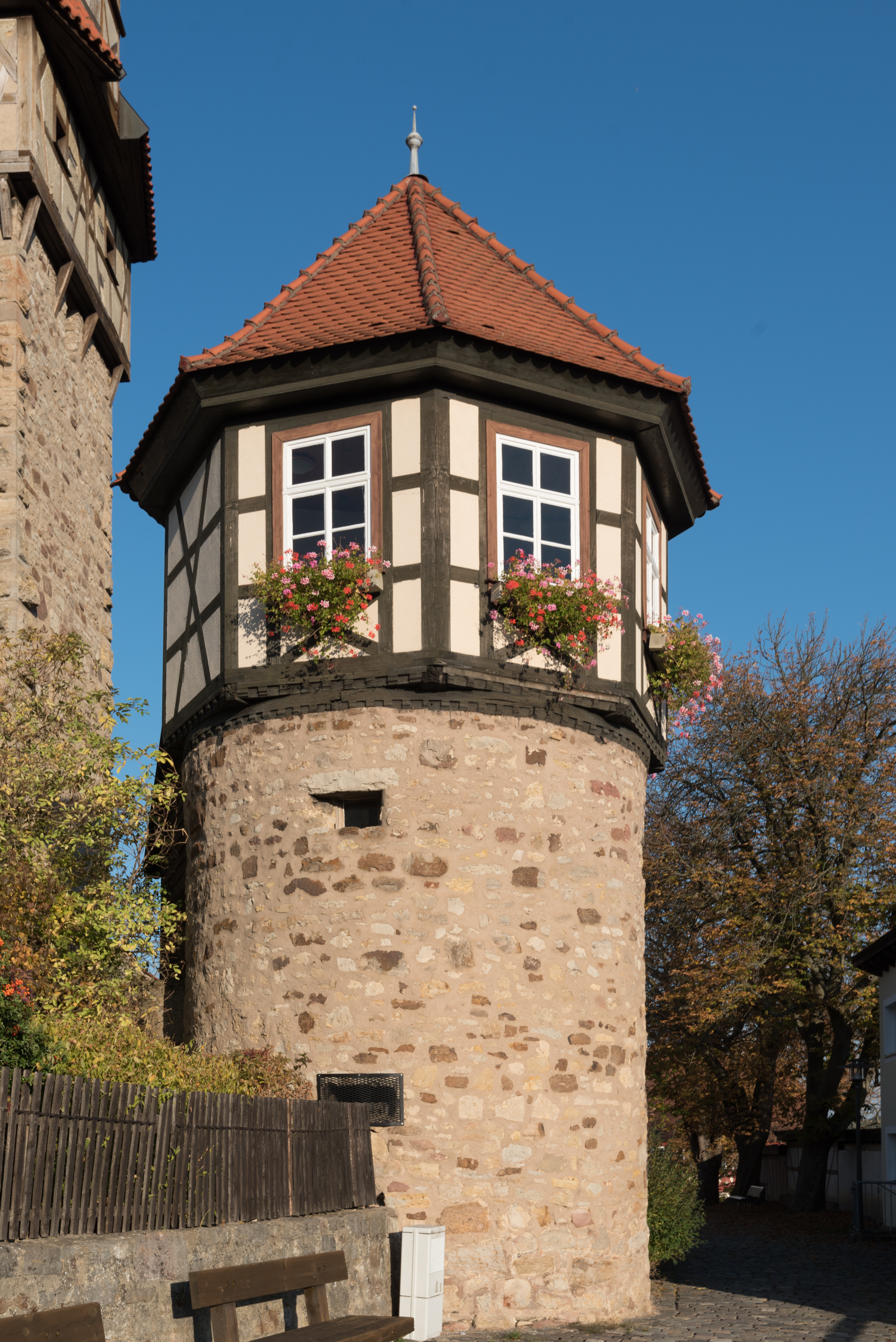
Südwestlicher Zwingerturm von Südwesten, 2018 weitere Bilder
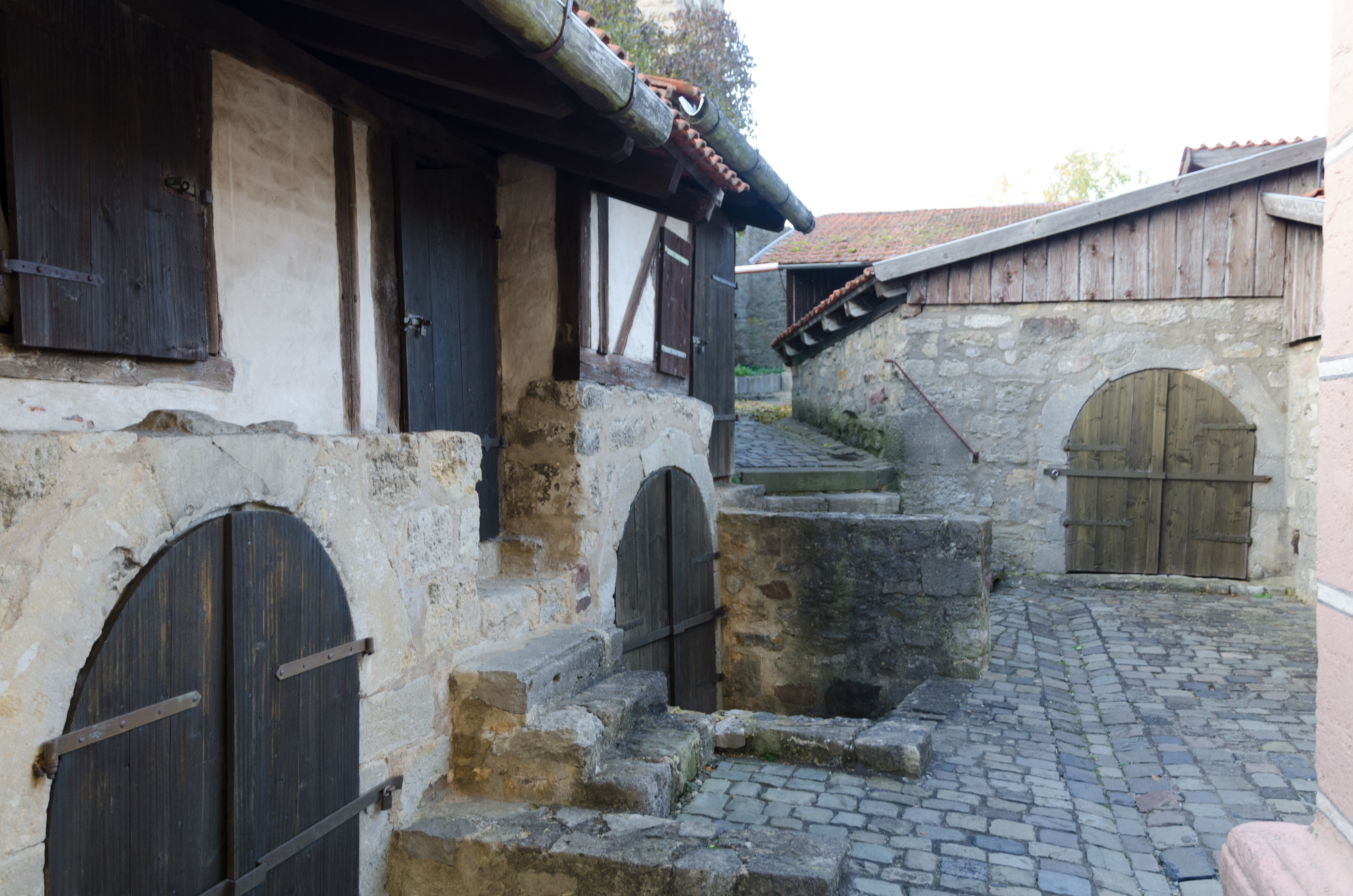
Gaden westlich der Kirche nach Norden, 2013 weitere Bilder
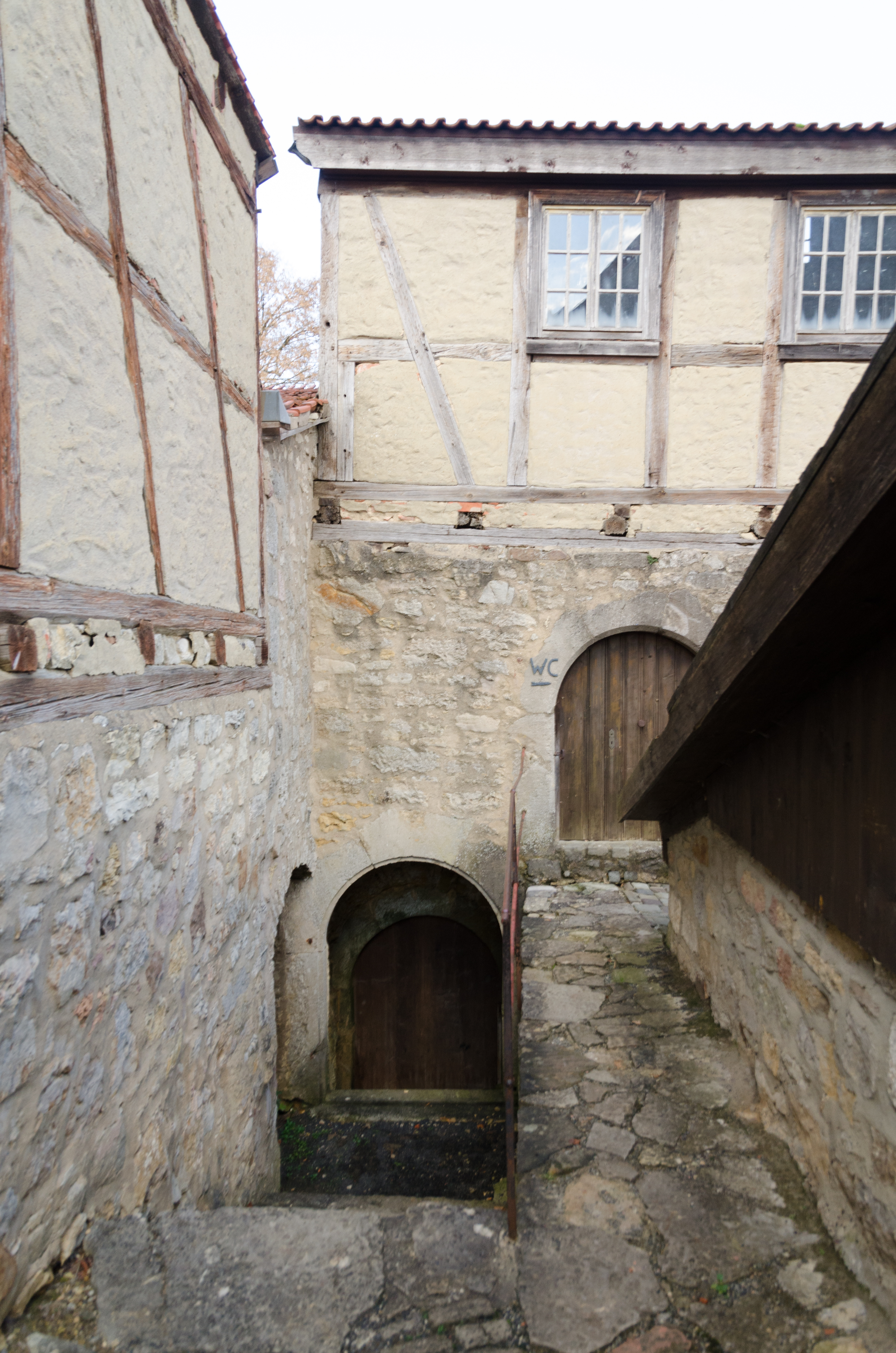
Gaden östlich der Kirche nach Osten, 2013 weitere Bilder
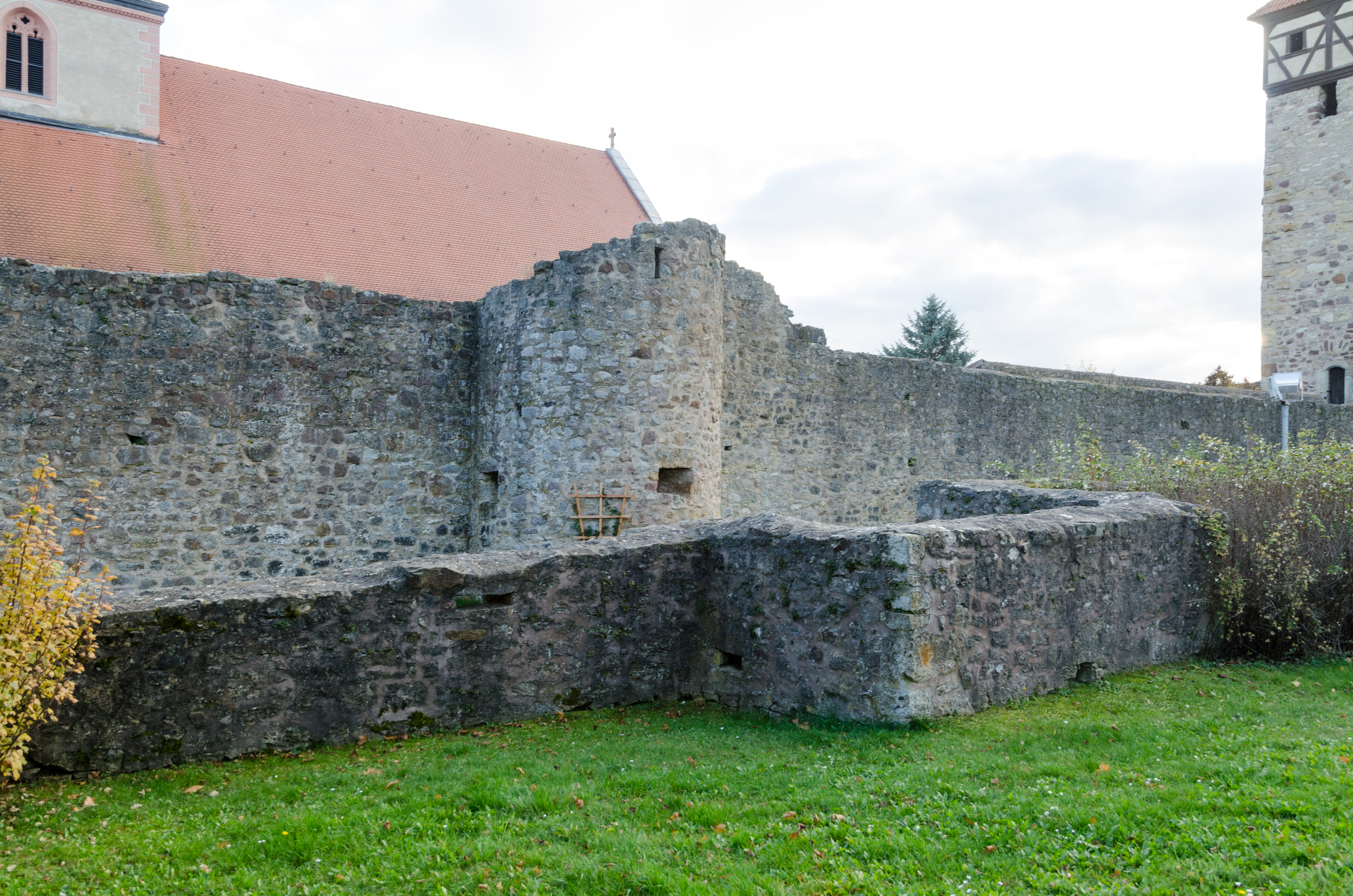
Jüngerer Schalenturm im Norden, 2013
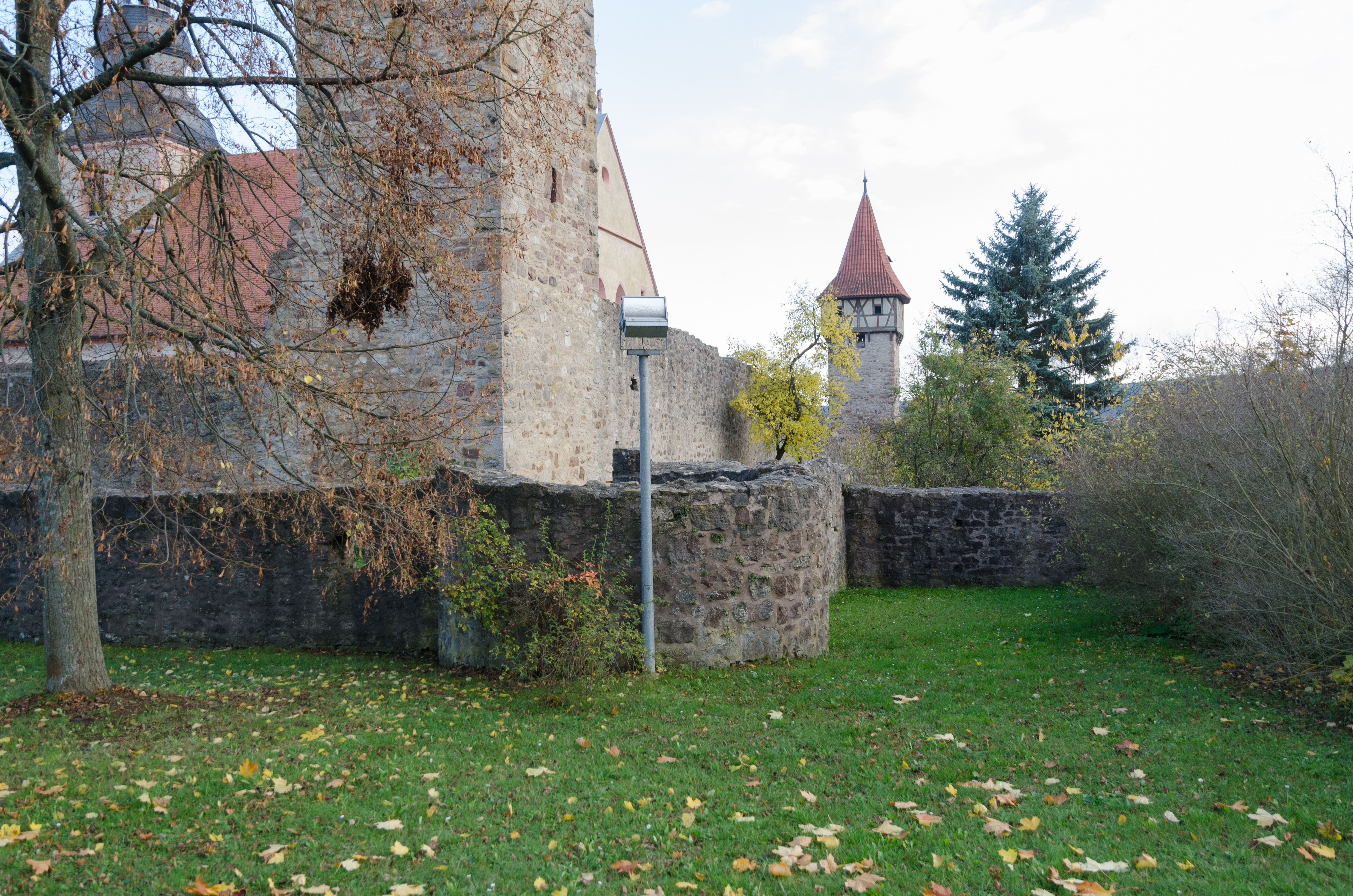
Schalenturm in der Nordwestecke, 2013
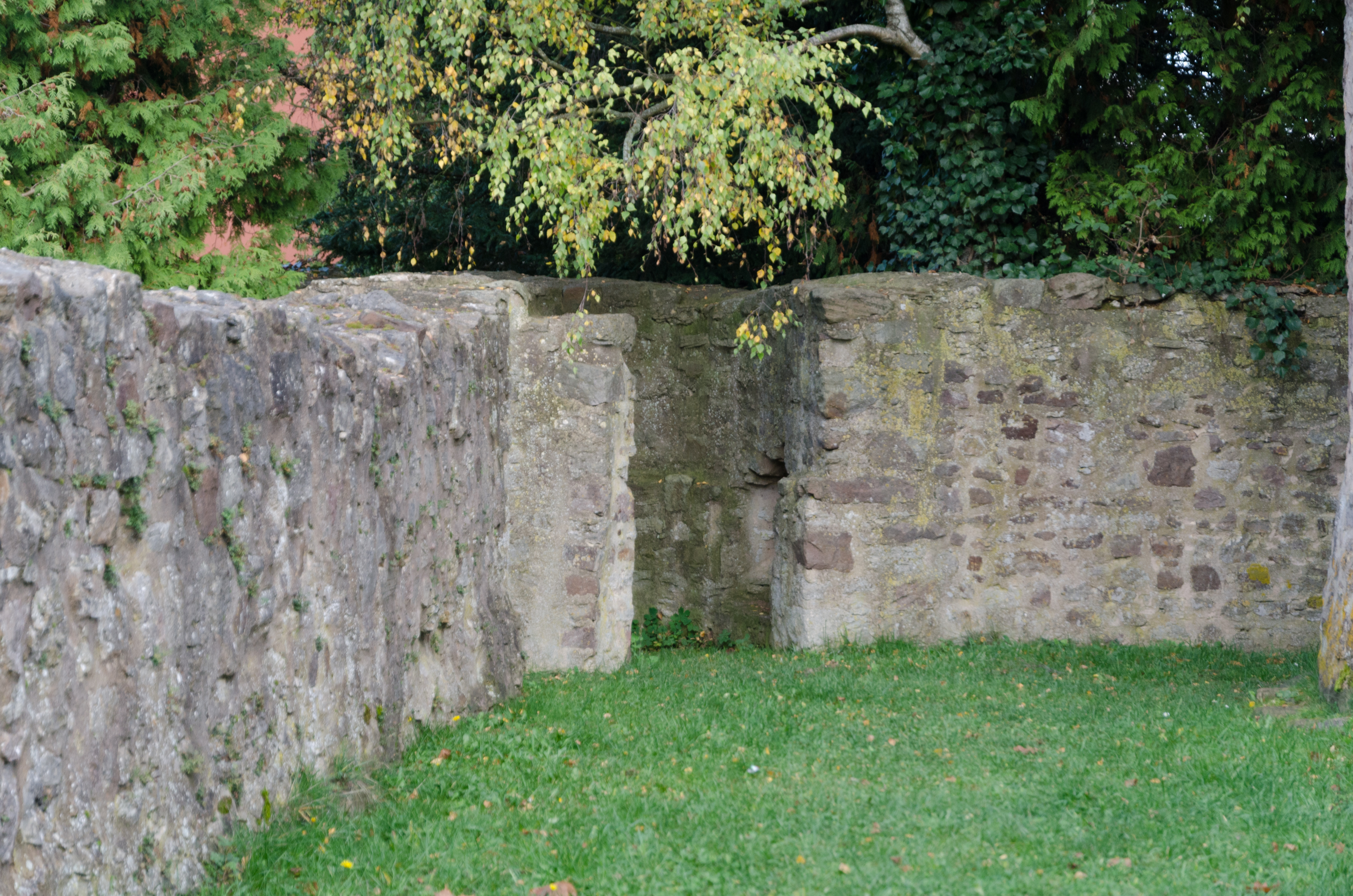
Schalenturm in der Nordostecke, 2013
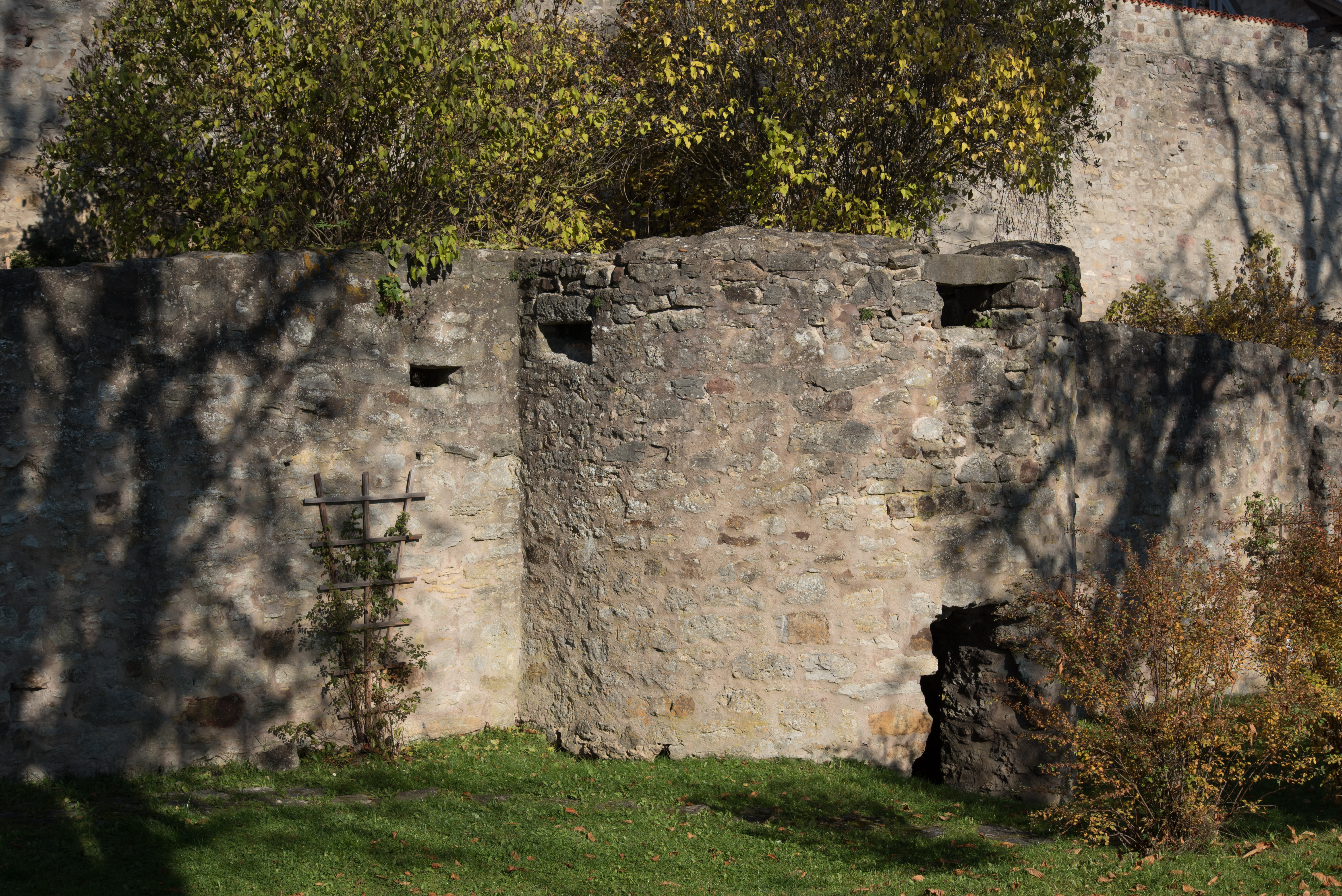
Schalenturm an der Südseite, 2015

## Baudenkmäler nach Ortsteilen

### Ostheim
| Lage | Objekt | Beschreibung | Akten-Nr.                | Bild |
| --- | --- | --- | ------------------------ | --- |
| Am Großen Stein 4 (Standort)                                                                             | Gaden | Kellergeschoss mit Tor, wohl ursprünglich ein Gaden mit später aufgesetztem Wohnbau, bezeichnet „1585“ und „1688“ | D-6-73-153-93            | weitere Bilder |
| Am Großen Stein 6 (Standort)                                                                             | Satteldachhaus | Dreigeschossiger Traufseitbau mit vorkragenden Obergeschossen, verputztes Fachwerk, 18./19. Jahrhundert | D-6-73-153-92            | weitere Bilder |
| Am Mellenberg (Standort)                                                                                 | Denkmal für Carl Alexander und Sophie von Sachsen-Weimar-Eisenach                                                        | Mit Fluraltar, 1892 | D-6-73-153-105           | BW |
| Am Rauhen Stein (Standort)                                                                               | Denkmal zur Erinnerung an die deutschen Befreiungskriege gegen Napoleon und an die Völkerschlacht bei Leipzig            | Pultartiger Stein mit Inschrift, 1913 | D-6-73-153-113           | BW |
| An der Warte, südwestlich der Waldflur „An der Warte“ (Standort)                                         | Wartturm | Rundturm in Bruchsteinmauerwerk, erste Hälfte 14. Jahrhundert | D-6-73-153-61            | weitere Bilder |
| Bahnhofstraße 1, 3 (Standort)                                                                            | Ehemalige Obernitzsche Schmiede                                                                                          | Zweigeschossiges Traufseithaus mit mittiger Tordurchfahrt, Obergeschoss mit reichem Zierfachwerk und geschnitzten Masken an der Brüstung, 17. Jahrhundert | D-6-73-153-94            | weitere Bilder |
| Bahnhofstraße 9 (Standort)                                                                               | Satteldachhaus | Giebelständig, mit Zierfachwerk im Obergeschoss, um 1800 | D-6-73-153-96            | weitere Bilder |
| Bahnhofstraße 22 (Standort)                                                                              | Bahnhof | Zweigeschossiger Walmdachbau aus Polygonalmauerwerk mit angeschlossenem Güterschuppen, 1898 | D-6-73-153-256           | weitere Bilder |
| Burgstraße 4 (Standort)                                                                                  | Satteldachhaus | Traufständiger zweigeschossiger verputzter Fachwerkbau mit vorkragenden Geschossen, verputztes Fachwerk, 17./18. Jahrhundert; durch Hanglage rückwärtig über hohem Sockelgeschoss in Bruchstein, hier zwei Kellerportale bezeichnet „1590“ und „1597“ | D-6-73-153-100           | weitere Bilder |
| Burgstraße 14 (Standort)                                                                                 | Ehemaliges Forstamt, jetzt Wohnhaus                                                                                      | Zweigeschossiger verputzter Massivbau mit Walmdach, 1720/21 | D-6-73-153-5             | BW |
| Friedenstraße 7 (Standort)                                                                               | Friedhof | 1613 außerhalb der Stadtbefestigung bzw. Kirchenburg direkt vor den Mauern angelegt, um 1663/64 der Stadtbefestigung integriert (ältere Befestigungsmauer südlich zwischen Kirchbergschule und Falltor, erhaltenes Teilstück der jüngeren Befestigungsmauer vom Falltor nach Nordwesten, siehe Stadtbefestigung) | D-6-73-153-7             | weitere Bilder |
| Friedenstraße 7 (Standort)                                                                               | Aussegnungshalle | Spätklassizistisch mit Säulenportikus, 1892 | D-6-73-153-7             | weitere Bilder |
| Gartenstraße 15 (Standort)                                                                               | Ehemaliges Postamt | traditionalistischer zweigeschossiger Walmdachbau, Rechteckgrundriss mit dreiviertelrund ausbuchtenden Ecken, 1929 | D-6-73-153-112           | BW |
| Heimegasse 38 (Standort)                                                                                 | Wohnhaus | über älterem Kellergeschoss aufgesockelter, zweigeschossiger und verputzter Fachwerkbau in Ecklage, mit Fußwalmdach, teils vorkragendem Obergeschoss und Segmentbogenportal, 18. Jahrhundert | D-6-73-153-148           | BW |
| Hinterm Rathaus 1 (Standort)                                                                             | Ehemalige Niklauskapelle, 1589 bis 1864 Gemeindebackhaus, seit 1898 Wohnhaus                                             | Ursprünglich Saalkirche mit eingezogenem Chor, heute zweigeschossiger Satteldachbau, im Kern mittelalterlich, ein Wappenstein, bezeichnet „1518“, wohl auf einen Um- oder Neubau zu beziehen, zwei Fenstergewände bezeichnet „1589“ | D-6-73-153-10            | weitere Bilder |
| Hinterm Steinernen Kreuz, nördlich des Ortes am Weg zur Lichtenburg (Standort)                           | Wasserwerk | Fassade in Form des Stadtwappens (von Türmen flankiertes Tor mit Zinnen), bezeichnet „1911“, von Gustav Streck | D-6-73-153-89            | weitere Bilder |
| Im Schlößchen 9 (Standort)                                                                               | Feuerwehrhaus | Langgestrecktergiebelständiger Bau mit hohem massivem Erdgeschoss und niedrigerem Fachwerkobergeschoss, über den beiden giebelseitigen Einfahrtstoren erkerartig auf Konsole aufsitzender Dachturm mit Zeltdach, im Kern 16. Jahrhundert, Veränderungen 18./19. Jahrhundert und 1987/88 | D-6-73-153-102           | weitere Bilder |
| Ludwig-Jahn-Straße 19 a; Ludwig-Jahn-Straße 18 b (Standort)                                              | Ehem. Gartenhüterhäuschen                                                                                                | aufgesockelter, eingeschossiger Putzbau mit Satteldach und Schwebgiebel, Schweizer Stil, um 1870; Gartenmauer, sogenannte Majorsmauer, Trockenmauerwerk aus Bruchstein, wohl 18. Jahrhundert | D-6-73-153-257           | BW |
| Kirchstraße 5 (Standort)                                                                                 | Eckhaus | Zweigeschossiger Satteldachbau mit verputztem Fachwerkhaus, 19. Jahrhundert mit älterem Kern, traufseits am massiven Sockelgeschoss bezeichnet „1599“ | D-6-73-153-104           | weitere Bilder |
| Kirchstraße 8, 10 (Standort)                                                                             | Doppelhaus | Zweigeschossiger verputzter Fachwerkbau mit Satteldach, im Bruchsteinsockel rundbogiges Kellerportal, 17./18. Jahrhundert | D-6-73-153-11            | weitere Bilder |
| Kirchstraße 12 (Standort)                                                                                | Evangelisch-lutherisches Pfarrhaus                                                                                       | Zweiflügeliger Eckbau, Hauptflügel mit massivem Erdgeschoss, Fachwerkobergeschoss, das Dach im Norden als Voll- im Süden als Halbwalm ausgebildet, 1700, eingeschossiger Seitenflügel in Fachwerk mit Satteldach, bezeichnet „1753“ | D-6-73-153-12            | weitere Bilder |
| Kirchstraße 14 (Standort)                                                                                | Ehemalige Kirchbergschule, ursprünglich Vikarswohnhaus, später Mädchenschule mit Wohnungen für Kantor, Lehrer und Rektor | Breitgelagertes Halbwalmdachhaus mit zwei, ehemals drei Zwerchhäusern (eines nach Brand 1790 nicht wiederhergestellt), zwei verputzte Fachwerkgeschosse über massivem Kellersockel mit mehreren rundbogigen Eingängen (zum Teil bezeichnet „1609“), vor 1580, 1609, Umbau 1650 | D-6-73-153-13            | weitere Bilder |
| Kirchstraße 16, 16 a (Standort)                                                                          | Ehemalige Kirchhofschule bzw. Küsterwohnung                                                                              | Auf innere Mauer der Kirchenburg aufgesetzter Traufseithaus mit vorkragendem Fachwerkobergeschoss, nach 1565 (dendrochronologisch datiert), Anbau 1844; Teil der Kirchenburg, siehe dort | D-6-73-153-14            | weitere Bilder |
| Kirchstraße 17 (Standort)                                                                                | Evangelisch-lutherische Pfarrkirche St. Michael                                                                          | Geschlossener Baukörper auf Rechteckgrundriss mit Satteldach und gedrungenem eingebautem Turm,protestantische Predigtkirche aus dreischiffigem Hallenlanghaus mit Mitteltonne und flachgedeckten Seitenschiffen, 1614–16 von Baumeister Bernhard Köhler (Ostportal bezeichnet „1615“, Süd- und Nordportal bezeichnet „1616“) unter Mitarbeit von Steinmetz Hans Grüler, von älterer Chorturmkirche Sakristei, um 1410, und 1477 erneuerter Turm, Abschluss mit Welscher Haube 1579-80, Umbauten und Restaurierungen 1738, 1881, 1960, 1975 und 2003; mit Ausstattung | D-6-73-153-2             | weitere Bilder |
| Manggasse 10 (Standort)                                                                                  | Ehemaliges Handwerkerhaus                                                                                                | Mit Möbeltischlerei, dreigeschossiger, verputzter Fachwerkbau, im Kern von „1625“ (bezeichnet), Veränderungen im 18. Jahrhundert, mit südlichem Werkstattanbau, um 1900 | D-6-73-153-117           | weitere Bilder |
| Marktstraße 5 (Standort)                                                                                 | Wohnhaus | Zweigeschossiger Massivbau, giebelständig mit Halbwalm, nach Brand 1901–03 neu errichtet, 1974/75 grundlegend renoviert, neuklassizistische Haustür rückwärtig Laubengang (Trücke), bezeichnet „1776“, Dach 1901-03 | D-6-73-153-18            | weitere Bilder |
| Marktstraße 7 (Standort)                                                                                 | Ehemaliger Schafhof, später Gasthaus Zum Schwan                                                                          | Zweigeschossiges breitgelagertes Giebelhaus, Erdgeschoss massiv, Obergeschoss in Fachwerk, im Giebel reiches Zierfachwerk, wohl zeitgleich mit dem Spitzbogenportal zur Tordurchfahrt, bezeichnet „1542“, überbaute seitliche Toreinfahrt am Wappenstein bezeichnet „1607“ (vielleicht um 1700 umgebaut), Anbau mit Laubengang 18./19. Jahrhundert | D-6-73-153-19            | weitere Bilder |
| Marktstraße 9 (Standort)                                                                                 | Traufseithaus | Mit Zwerchhaus und gleichzeitig errichtetem seitlichem Durchfahrtshaus, Erdgeschoss massiv, Obergeschoss mit Zierfachwerk, inschriftlich „1607“ | D-6-73-153-20            | weitere Bilder |
| Marktstraße 24 (Standort)                                                                                | Rathaus | Langgestrecktes zweigeschossiges Traufseithaus mit massiver Erdgeschosshalle (Bruchstein mit Hausteinecken) und seitlicher Tordurchfahrt, Fachwerkobergeschoss, Halbwalmdach, über Haupteingang Fachwerkturm mit Laternenhaube, dendrochronologisch datiert und bezeichnet „1587“; Freitreppe von 1968 | D-6-73-153-23            | weitere Bilder |
| Marktstraße 28, 30 (Standort)                                                                            | Stattliches Eckhaus | Dreigeschossiges Halbwalmdachhaus mit zweigeschossigem Nebenflügel, Erdgeschosse massiv, Obergeschosse in Fachwerk, 18. Jahrhundert | D-6-73-153-24            | weitere Bilder |
| Marktstraße 36, Roßgasse 1 (Standort)                                                                    | Eckhaus | Dreigeschossig, verputztes Fachwerk, Satteldach, im zweigeschossigen Nebenflügel Tordurchfahrt, Hoftor bezeichnet „1622“ | D-6-73-153-45            | weitere Bilder |
| Marktstraße 43 (Standort)                                                                                | Ehemaliges Weyhersches Stiftshaus, später Schule                                                                         | Dreigeschossiger Walmdachbau mit Eckquaderung, um 1720 mit vermutlich älterem Kern, Umbauten 1810 und 1851–53 | D-6-73-153-27            | weitere Bilder |
| Marktstraße 47 (Standort)                                                                                | Ehemaliges Öptisches Schloss, dann Rentamt                                                                               | Dreigeschossiger Zweiflügelbau in Bruchstein und Fachwerk sowie Reste einer ursprünglich quadratischen Hofanlage, 15./16. Jahrhundert | D-6-73-153-29            | weitere Bilder |
| Marktstraße 48, 50 (Standort)                                                                            | Ehemaliges Rosenauischer Hof bzw. Gelbes Schloss                                                                         | Hofanlage, traufenständiger, leicht konvex gebogener Straßenflügel mit Hofeinfahrt, an den Seiten Zwerchhäuser, verputztes Fachwerk, 17./18. Jahrhundert | D-6-73-153-31            | weitere Bilder |
| Marktstraße 49 (Standort)                                                                                | Ehemaliges Heßbergsches Schlösschen                                                                                      | Traufseithaus mit Fachwerkobergeschoss und Zwerchhaus, bezeichnet „1595“, restauriert 1985 | D-6-73-153-30            | weitere Bilder |
| Marktstraße 52, 54 (Standort)                                                                            | Traufseithaus | Verputztes Fachwerk, 1721 | D-6-73-153-33            | weitere Bilder |
| Marktstraße 60 (Standort)                                                                                | Ehemaliges Amtsgebäude                                                                                                   | Dreigeschossiger traufständiger Mansarddachbau mit Hofeinfahrt, dezente Stuckgliederung mit Festons, über der Tordurchfahrt Wappenkartusche und bezeichnet „1719“ Rückwärtiger Flügel, gleichzeitig | D-6-73-153-34            | weitere Bilder |
| Marktstraße 60 (Standort)                                                                                | Gartenhaus | Mit Satteldach und Segmentbogenfenstern, Mitte 19. Jahrhundert | D-6-73-153-34            | BW |
| Marktstraße 68 (Standort)                                                                                | Kleinhaus | Zweigeschossiges Fachwerkgebäude mit geschnitzten Eckständern, 18. Jahrhundert | D-6-73-153-35            | weitere Bilder |
| Marktstraße 70 (Standort)                                                                                | Satteldachhaus | Zweigeschossig, giebelständig, verputztes Fachwerk, 17./18. Jahrhundert | D-6-73-153-36            | weitere Bilder |
| Mehlweg; Nähe Gartenstraße; Nähe Torgasse; Streu; Torgasse; Zwischen Torgasse und Bahnhofsweg (Standort) | Torbrücke | Vierbogig in Bruch- und Haustein, mit zwei Eisbrechern, 1605 | D-6-73-153-60            | weitere Bilder |
| Oeptischer Hof 1, 2, 3 (Standort)                                                                        | Ehemalige Öptische Mühle                                                                                                 | Langgestreckte Gebäudegruppe aus zweigeschossigen Traufseitbauten mit Fachwerkobergeschossen, 1665 und 17.–19. Jahrhundert | D-6-73-153-39            | weitere Bilder |
| Paulinenstraße 15, 17 (Standort)                                                                         | Doppelhof, Wohn- und Geschäftshaus                                                                                       | Zwei- bis dreigeschossige traufständige Fachwerkbauten mit leichten Fachwerkvorkragungen, überbaute Tordurchfahrt, Fachwerk an Nr. 15 teils freigelegt, sonst verputzt, zweite Hälfte 17./18. Jahrhundert | D-6-73-153-116           | weitere Bilder |
| Paulinenstraße 19 (Standort)                                                                             | Altensteinsches Schloss                                                                                                  | Zweigeschossiger Nebenflügel in verputztem Fachwerk mit Satteldach, 18. Jahrhundert, im Kern älter (16. Jahrhundert?), Umbau 1999 | D-6-73-153-41            | weitere Bilder |
| Paulinenstraße 20 (Standort)                                                                             | Kriegerdenkmal | Obelisk, von Adlerskulptur bekrönt, 1870/71 | D-6-73-153-43            | weitere Bilder |
| Paulinenstraße 20 (Standort)                                                                             | Ehemaliges Hansteinsches Schloss, jetzt Orgelbaumuseum                                                                   | Dreigeschossiger zweiflügeliger Steinbau, mit Treppengiebeln und Eckquaderungen, erster Bauabschnitt 1430–50, zweiter Bauabschnitt 1512, dritter Bauabschnitt ab 1599 (bezeichnet „1599“ und „1604“); siehe auch Orgelbaumuseum Schloss Hanstein | D-6-73-153-42            | weitere Bilder |
| Paulinenstraße 21 (Standort)                                                                             | Altensteinsches Schloss, auf dem Gelände des ehemaligen Untermarschalkschen Hofes                                        | Dreigeschossiger Steinbau mit Walmdach, über dem Eingangsportal Bogenfeld mit Wappen der Familie von Stein zum Altenstein, 1753–57 vermutlich nach Plänen von Johann David Steingruber, 1999 umgebaut | D-6-73-153-41            | weitere Bilder |
| Paulinenstraße 22 (Standort)                                                                             | Ehemalige Uniformfabrik                                                                                                  | Zweigeschossiger Satteldachbau, Fachwerk verputzt, zum Teil massiv, 1598 (dendrochronologisch datiert) | D-6-73-153-127           | weitere Bilder |
| Roßgasse 3 (Standort)                                                                                    | Ehem. Gasthof Zum Roß | Traufseithaus mit zentraler Tordurchfahrt, zweigeschossig, massives Erdgeschoss, Obergeschoss mit Zierfachwerk (Feuerböcke, geschnitzter Eckständer), bezeichnet „1608“ | D-6-73-153-47            | weitere Bilder |
| Nähe Sophienstraße; Sophienstraße 6 (Standort)                                                           | Fachwerkscheune | Zweigeschossig, giebelständig, figürlich geschnitzter Eckpfosten, hofseitig Altane, 17. Jahrhundert, über älterem Kellergeschoss in Bruchstein | D-6-73-153-48            | weitere Bilder |
| Sophienstraße 10 (Standort)                                                                              | Ehemaliger Ansitz, heute Bauernanwesen                                                                                   | Dreigeschossiger Satteldachbau, im Kern 14./15. Jahrhundert, 1590 (dendrochronologisch datiert) aufgestockt, 1649 (i) innen verändert | D-6-73-153-205           | BW |
| Sophienstraße 10 (Standort)                                                                              | Turmartiger Vorbau | Viergeschossig mit Satteldach, 16. Jahrhundert | D-6-73-153-205 zugehörig | weitere Bilder |
| Sophienstraße 10 (Standort)                                                                              | Rückwärtiger Bauteil | Unter abgeschlepptem Dach, 1597 dendrochronologisch datiert | D-6-73-153-205 zugehörig | BW |
| Sophienstraße 10 (Standort)                                                                              | Fachwerkscheune | Mit vorkragender Obergeschosslaube, 1707 (dendrochronologisch datiert) | D-6-73-153-205 zugehörig | BW |
| Steinig 1 (Standort)                                                                                     | Ehemaliges Handwerkerhaus                                                                                                | Giebelständiger verputzter Fachwerkbau mit vortretenden Stockwerken, 1729 | D-6-73-153-119           | BW |
| Steinig 3, 5 (Standort)                                                                                  | Gasthaus Alte Schmiede                                                                                                   | Doppelhaus, dreigeschossig, mit Halbwalmdach und vorkragenden Obergeschossen, Fachwerk bei Nr. 3 freigelegt, 1550–1600, bei Nr. 5 verputzt, zweite Hälfte 18. Jahrhundert | D-6-73-153-50            | weitere Bilder |
| Steinig 4 (Standort)                                                                                     | Gerberanwesen | Dreigeschossiger Fachwerkbau, weitgehend verputzt, Satteldach mit Lüftungsöffnungen, im Kern 18. Jahrhundert, von Umbau um 1900 geprägt | D-6-73-153-103           | BW |
| Steinig 4 (Standort)                                                                                     | Gerberanwesen | Fachwerknebengebäude mit Altane | D-6-73-153-103           | BW |
| Steinig 8 (Standort)                                                                                     | Wohnhaus eines ehemaligen Doppelhofs                                                                                     | Dreigeschossig, verputztes Fachwerk, zweite Hälfte 18. Jahrhundert, qualitätvolle Haustür, bezeichnet „1906“, und Fenstergewände Anfang 20. Jahrhundert | D-6-73-153-118           | weitere Bilder |
| Torgasse 4 (Standort)                                                                                    | Giebelhaus | Zweigeschossig mit freigelegtem Fachwerk, 17./18. Jahrhundert | D-6-73-153-53            | weitere Bilder |
| Torgasse 8, 10 (Standort)                                                                                | Traufseithaus | Mit zentraler Tordurchfahrt, Fachwerkobergeschoss, 18./19. Jahrhundert | D-6-73-153-54            | weitere Bilder |
| Torgasse 12 (Standort)                                                                                   | Traufseithaus | Dreigeschossig mit vorkragendem zweitem Obergeschoss, verputztes Fachwerk, 17./18. Jahrhundert | D-6-73-153-56            | weitere Bilder |
| Am Rain (nahe der ehemaligen Katzenmühle) (Standort)                                                     | Brunnenhäuschen, sogenannter Kaplansbrunnen                                                                              | Kubischer blinder Bruchquaderbau mit walmdachartiger Abdeckung, Muschelkalk, innen mit Klostergewölbe aus Ziegeln, bezeichnet „1874“ | D-6-73-153-255           | [[Vorlage:Bilderwunsch/code!/C:50.46231,10.21065!/D:Am Rain (nahe der ehemaligen Katzenmühle), Brunnenhäuschen, sogenannter Kaplansbrunnen!/\|BW]] |

### Kupfermühle
| Lage                          | Objekt     | Beschreibung                                                                           | Akten-Nr.      | Bild |
| ----------------------------- | ---------- | -------------------------------------------------------------------------------------- | -------------- | ---- |
| Bundesstraße B 285 (Standort) | Grenzstein | zur Markierung der Grenze zwischen Sachsen-Weimar-Eisenach und Bayern, 18. Jahrhundert | D-6-73-153-114 | BW   |

### Lichtenburg
| Lage                                                                                     | Objekt                                 | Beschreibung | Akten-Nr.     | Bild           |
| ---------------------------------------------------------------------------------------- | -------------------------------------- | --- | ------------- | -------------- |
| Hinterm Steinernen Kreuz; hinter dem Wasserbehälter am Fußweg zur Lichtenburg (Standort) | Steinkreuz                             | Gedenkkreuz für einen 1574 an diesem Ort vom Blitz erschlagenen Amtsschreiber                                                                                    | D-6-73-153-63 | weitere Bilder |
| Lichtenburg (Standort)                                                                   | Burgruine Lichtenburg                  | | D-6-73-153-62 | weitere Bilder |
| Lichtenburg (Standort)                                                                   | Burgruine Lichtenburg, Kernburg        | Kern der Ringmauerburg mit Palas und kleinem Nebengebäude am Nordosteck, um 1150, Neuerrichtung der Kapelle 1843, Sanierungen 1882, 1900, 1913, 1963 und 2007/08 | D-6-73-153-62 | weitere Bilder |
| Lichtenburg (Standort)                                                                   | Burgruine Lichtenburg, Bergfried       | im unteren Bereich mit Buckelquadern, außerhalb der inneren Ringmauer, wohl um 1330, Reparaturen 1849                                                            | D-6-73-153-62 | weitere Bilder |
| Lichtenburg (Standort)                                                                   | Burgruine Lichtenburg, Kemenate        | Umbau des romanischen Palas zu Kemenate, bez. 1604, 1739 teils überformt                                                                                         | D-6-73-153-62 | weitere Bilder |
| Lichtenburg (Standort)                                                                   | Burgruine Lichtenburg, Äußeres Torhaus | in Renaissanceformen, 1550–1600 | D-6-73-153-62 | weitere Bilder |
| Lichtenburg (Standort)                                                                   | Burgruine Lichtenburg, Zwingermauer    | 1315-53 | D-6-73-153-62 | weitere Bilder |
| Lichtenburg (Standort)                                                                   | Burgruine Lichtenburg, inneres Tor     | frühes 15. Jh., nach 1525 mit Vorwerk versehen | D-6-73-153-62 | weitere Bilder |
| Auf dem Weyershauk westlich der Straße zur Lichtenburg (Standort)                        | Kreuz am Weyershauk                    | Holzkreuz auf Steinsockel mit Inschrifttafel, 1950 | D-6-73-153-64 | BW             |

### Oberwaldbehrungen
| Lage                                                                               | Objekt                                    | Beschreibung | Akten-Nr.      | Bild           |
| ---------------------------------------------------------------------------------- | ----------------------------------------- | --- | -------------- | -------------- |
| Am Brunnen ()                                                                      | Brunnen                                   | mit barocker Sandsteineinfassung, bez. 1722                                                                                                  | D-6-73-153-263 |                |
| Am Brunnen 4 (Standort)                                                            | Wohnhaus                                  | Giebelständig, massives Erdgeschoss, Fachwerkobergeschoss mit Zierfachwerk, 1738                                                             | D-6-73-153-68  | weitere Bilder |
| Am Brunnen 6 (Standort)                                                            | Wohnhaus, später Schule                   | Zweigeschossiger Giebelbau, Fachwerk mit geschnitzten Eckständern, inschriftlich: „1737 erbaut, 1882 Umbau zur Schule, 1973 restauriert“     | D-6-73-153-67  | weitere Bilder |
| Breiter Hof 6 (Standort)                                                           | Ehemaliges Judenhaus                      | Zweigeschossiger Fachwerkbau mit Satteldach, verputzt, Mitte 18. Jahrhundert                                                                 | D-6-73-153-109 | BW             |
| Hübig; am Ende der Albert-Büttner-Straße, nordöstlich des Ortes im Wald (Standort) | Jüdischer Friedhof                        | Angelegt 1842, mit Grabsteinen des 19. bis 20. Jahrhunderts                                                                                  | D-6-73-153-91  | weitere Bilder |
| Im Dorf 5 (Standort)                                                               | Wohnhaus                                  | Zweigeschossiger Giebelbau, reiches Zierfachwerk mit geschnitzten Eckständern, 17. Jahrhundert                                               | D-6-73-153-70  | weitere Bilder |
| Im Dorf 13 (Standort)                                                              | Fachwerkhaus                              | zweigeschossig, giebelständig, verputzt mit Stockwerküberstand, 17. Jahrhundert                                                              | D-6-73-153-107 | BW             |
| Im Dorf 14 (Standort)                                                              | Wohnhaus                                  | Zweigeschossiger traufständiger Fachwerkbau mit Zierfachwerk, 17. Jahrhundert                                                                | D-6-73-153-66  | BW             |
| Im Grund; am Ortsausgang nach Sondheim (Standort)                                  | Keller                                    | Pforte bezeichnet „1566“ | D-6-73-153-71  | BW             |
| Kirchweg 7 (Standort)                                                              | Ehemaliges Pfarrhaus                      | Zweigeschossiger Halbwalmdachbau, Zierfachwerk, 17. Jahrhundert                                                                              | D-6-73-153-90  | BW             |
| Kirchweg 9 (Standort)                                                              | Kriegerdenkmal                            | Stele für die Gefallenen des Ersten Weltkriegs, seitlich Ergänzungstafeln für die Gefallenen des Zweiten Weltkriegs, 1920er und 1950er Jahre | D-6-73-153-115 | BW             |
| Kirchweg 9 (Standort)                                                              | Evangelisch-lutherische Kirche            | Saalbau, Giebeldachreiter mit Zwiebelhaube, von 1738; mit Ausstattung                                                                        | D-6-73-153-65  | weitere Bilder |
| Kirchweg 9 (Standort)                                                              | Friedhofsmauer                            | Zweischaliges Bruchsteinmauerwerk, 17./18. Jahrhundert                                                                                       | D-6-73-153-65  | BW             |
| Posthof 4 (Standort)                                                               | Ehemalige Post und Fachwerkwohnhaus       | Schmales Giebelhaus, zweigeschossig, verputzt, 17. Jahrhundert                                                                               | D-6-73-153-108 | BW             |
| Posthof 6, 8 (Standort)                                                            | Doppelhaus, ehemaliges jüdisches Wohnhaus | Zweigeschossiger Fachwerkbau mit Satteldach, mit Mikwe und Bemalungen im Innern, Ende 17. Jahrhundert                                        | D-6-73-153-129 | BW             |
| Schweiz 8 (Standort)                                                               | Wohnhaus                                  | Stattlicher zweigeschossiger Giebelbau auf massivem Sockel, mit Zierfachwerk, bezeichnet „1691“                                              | D-6-73-153-69  | BW             |

### Urspringen
| Lage                           | Objekt                                | Beschreibung | Akten-Nr.      | Bild           |
| ------------------------------ | ------------------------------------- | --- | -------------- | -------------- |
| Am Kirchberg 2 (Standort)      | Evangelisch-lutherisches Pfarrhaus    | Zweigeschossiger Fachwerkbau mit Halbwalmdach, am Kellerzugang bezeichnet „1786“ | D-6-73-153-73  | weitere Bilder |
| Am Kirchberg 5 (Standort)      | Evangelisch-lutherische Pfarrkirche   | Dreischiffige neugotische Emporenhalle mit Strebepfeilern, Satteldach und Treppengiebeln, mittelschiffbreiter polygonaler Chor, stattlicher Turm auf quadratischem Grundriss, als Abschluss Spitzhelm mit Wichtürmchen, innen Stern- bzw. Netzrippengewölbe, bezeichnet „1842“, nach Plänen von August Wilhelm Döbner; mit Ausstattung | D-6-73-153-72  | weitere Bilder |
| Dorfstraße 1 ()                | Ehemaliges Bauernhaus                 | Wohnstallbau, traufständiger, zweigeschossiger und verputzter Fachwerkbau mit Satteldach, im Kern um 1800 | D-6-73-153-126 |                |
| Dorfstraße 2 (Standort)        | Wohnhaus                              | Zweigeschossiger Walmdachbau mit Fachwerkobergeschoss und abgeschrägter Kante, mit spätbiedermeierlicher Haustüre, bezeichnet „1859“ | D-6-73-153-74  | weitere Bilder |
| Dorfstraße 3 (Standort)        | Gasthaus Zum Hirsch                   | Zweigeschossiger traufständiger Eckbau mit Halbwalmdach, Fachwerk verputzt, um 1800 | D-6-73-153-75  | BW             |
| Dorfstraße 8 (Standort)        | Wohnhaus                              | Giebelständiges zweigeschossiges Fachwerkhaus mit Satteldach, 19. Jahrhundert | D-6-73-153-76  | weitere Bilder |
| Dorfstraße 11 (Standort)       | Wohnhaus                              | Giebelständiger zweigeschossiger Satteldachbau mit massivem Erdgeschoss und Fachwerkobergeschoss, erste Hälfte 19. Jahrhundert | D-6-73-153-77  | weitere Bilder |
| Dorfstraße 12 (Standort)       | Wohnhaus                              | Zweigeschossiger Eckbau mit Satteldachhaus, Fachwerk, 18. /19. Jahrhundert | D-6-73-153-78  | weitere Bilder |
| Dorfstraße 14 (Standort)       | Wohnhaus                              | zweigeschossiges Satteldachhaus in Ecklage, massives verputztes Erdgeschoss 19. Jahrhundert, Fachwerkobergeschoss mit geschnitzten Eckständern 17. /19. Jahrhundert | D-6-73-153-79  | weitere Bilder |
| Fuldischer Hof 2 (Standort)    | Ehemalige Alte Schule, heute Wohnhaus | Zweigeschossiger Halbwalmdachbau mit freigelegtem Fachwerk, bezeichnet „1826“ | D-6-73-153-80  | weitere Bilder |
| Hauptstraße ()                 | Gruppe von Vorratsspeicherbauten      | einräumige Bruchsteinbauten mit Pultdächern, bez. 1655/79 | D-6-73-153-124 |                |
| Hauptstraße 4 (Standort)       | Wohnhaus                              | Traufständiges zweigeschossiges Satteldachhaus in Fachwerk mit barockisierender Haustür, erste Hälfte 19. Jahrhundert | D-6-73-153-81  | weitere Bilder |
| Hauptstraße 7 (Standort)       | Bauernwohnhaus                        | Giebelständiges zweigeschossiges Satteldachhaus in Fachwerk, mit geschnitzten Eckständern, zweite Hälfte 17./1. Hälfte 18. Jahrhundert | D-6-73-153-82  | weitere Bilder |
| Hauptstraße 8 (Standort)       | Bauernwohnhaus                        | Traufständiger zweigeschossiger Fachwerkbau mit Satteldach, um 1800 | D-6-73-153-83  | weitere Bilder |
| Hauptstraße 9 (Standort)       | Bauernwohnhaus                        | Giebelständiges zweigeschossiges Satteldachhaus, Fachwerk, erste Hälfte 19. Jahrhundert | D-6-73-153-84  | weitere Bilder |
| Hauptstraße 11 (Standort)      | Hakenhof                              | Zweigeschossiges Wohnhaus in Fachwerk, im Winkel Laubengang zum zweigeschossigen Ökonomiegebäude mit massivem Erd- und Fachwerkobergeschoss, erste Hälfte 19. Jahrhundert | D-6-73-153-85  | weitere Bilder |
| Nähe Neuer Weg (Standort)      | Vier Felsenkeller                     | Bruchstein und Haustein, Erhöhungen in Backstein mit Pultdächern nachträglich, zwei Eingänge bezeichnet „1625“ und „1776“ | D-6-73-153-86  | BW             |
| Torhausstraße 7 (Standort)     | Torhaus                               | Auf winkelförmigem Grundriss, zweigeschossiges Durchfahrthaus mit Erdgeschoss in Naturstein und Fachwerkobergeschoss, Satteldach, 18./19. Jahrhundert | D-6-73-153-87  | weitere Bilder |
| Unterm Marktplatz 2 (Standort) | Bauernwohnhaus                        | Zweigeschossig mit Fachwerkobergeschoss und Satteldach, bezeichnet „1823“ | D-6-73-153-88  | weitere Bilder |

## Ehemalige Baudenkmäler
In diesem Abschnitt sind Objekte aufgeführt, die früher einmal in der Denkmalliste eingetragen waren, jetzt aber nicht mehr. Objekte, die in anderem Zusammenhang also z. B. als Teil eines Baudenkmals weiter eingetragen sind, sollen hier nicht aufgeführt werden. Aktennummern in diesem Abschnitt sind ehemalige, jetzt nicht mehr gültige Aktennummern.

| Lage                              | Objekt          | Beschreibung                                                                                   | Akten-Nr.      | Bild          |
| --------------------------------- | --------------- | ---------------------------------------------------------------------------------------------- | -------------- | ------------- |
| Ostheim Marktstraße 13 (Standort) | Wohnhaus        | zweigeschossig, mit Zierfachwerk im Obergeschoss, 1976 mit Zierfachwerk von 1667               | D-6-73-153-21  | BW            |
| Ostheim Marktstraße 13 (Standort) | Nebengebäude    | an Stadtmauer 16./17. Jahrhundert angrenzend                                                   | D-6-73-153-21  | BW            |
| Ostheim Paulinenstraße (Standort) | Fachwerkscheune | Bezeichnet „1752“                                                                              | D-6-73-153-106 | BW            |
| Ostheim Steinig 11 (Standort)     | Tür             | Mit geohrter beschnitzter Holzrahmung, bezeichnet „1763“                                       | D-6-73-153-52  | BW            |
| Ostheim Torgasse 20 (Standort)    | Traufseithaus   | Verputztes Fachwerk, profiliertes Türgewände, 17. Jahrhundert; Stadtmauer, 16./17. Jahrhundert | D-6-73-153-58  | Traufseithaus |